# Liste des matchs de l'équipe du Canada de soccer par adversaire
Cette liste présente les matchs de l'équipe du Canada de soccer par adversaire rencontré.
- Haut – A
- B
- C
- D
- E
- F
- G
- H
- I
- J
- K
- L
- M
- N
- O
- P
- Q
- R
- S
- T
- U
- V
- W
- X
- Y
- Z

## A

### Afrique du Sud

#### Confrontations
Confrontations entre le Canada et l'Afrique du Sud en matchs officiels.
| # | Date             | Lieu   | Match                   | Score | Compétition  |
| - | ---------------- | ------ | ----------------------- | ----- | ------------ |
| 1 | 20 novembre 2007 | Durban | Afrique du Sud - Canada | 2-0   | Match amical |

#### Bilan
Au 1er août 2018 :
- Total de matchs disputés : 1
- Victoires du Canada : 0
- Matchs nuls : 0
- Victoires de l'Afrique du Sud : 1
- Total de buts marqués par le Canada : 0
- Total de buts marqués par l'Afrique du Sud : 2

### Algérie

#### Confrontations
Confrontations entre le Canada et l'Algérie :
| # | Date            | Lieu  | Match            | Score | Compétition  |
| - | --------------- | ----- | ---------------- | ----- | ------------ |
| 1 | 16 octobre 1984 | Alger | Algérie - Canada | 1-0   | Match amical |

#### Bilan
Au 23 juin 2023 :
- Total de matchs disputés : 1
- Victoires du Canada : 0
- Victoires de l'Algérie : 1
- Match nul : 0
- Total de buts marqués par le Canada : 0
- Total de buts marqués par l'Algérie : 1

### Allemagne

#### Confrontations
Confrontations entre le Canada et l'Allemagne en matchs officiels.
| # | Date          | Lieu      | Match              | Score | Compétition  |
| - | ------------- | --------- | ------------------ | ----- | ------------ |
| 1 | 8 juin 1994   | Toronto   | Canada - Allemagne | 0-2   | Match amical |
| 2 | 1er juin 2003 | Wolfsburg | Allemagne - Canada | 4-1   | Match amical |

#### Bilan
Au 1er août 2018 :
- Total de matchs disputés : 2
- Victoires du Canada : 0
- Matchs nuls : 0
- Victoires de l'Allemagne : 2
- Total de buts marqués par le Canada : 1
- Total de buts marqués par l'Allemagne : 6

### Allemagne de l'Est

#### Confrontations
Confrontations entre le Canada et l'Allemagne de l'Est en matchs officiels :
| # | Date           | Lieu                 | Match        | Score | Compétition  |
| - | -------------- | -------------------- | ------------ | ----- | ------------ |
| 1 | 9 octobre 1974 | Francfort-sur-l'Oder | RDA - Canada | 2-0   | Match amical |

#### Bilan
- Total de matchs disputés : 1
- Victoires de l'Allemagne de l'Est : 1
- Matchs nuls : 0
- Victoires du Canada : 0
- Total de buts marqués par le Canada : 0
- Total de buts marqués par l'Allemagne de l'Est : 2

### Angleterre

#### Confrontations
Confrontations entre le Canada et l'Angleterre en matchs officiels.
| # | Date        | Lieu    | Match               | Score | Compétition  |
| - | ----------- | ------- | ------------------- | ----- | ------------ |
| 1 | 24 mai 1986 | Burnaby | Canada - Angleterre | 0-1   | Match amical |

#### Bilan
Au 1er août 2018 :
- Total de matchs disputés : 1
- Victoires du Canada : 0
- Matchs nuls : 0
- Victoires de l'Angleterre : 1
- Total de buts marqués par le Canada : 0
- Total de buts marqués par l'Angleterre : 1

### Arabie saoudite

#### Confrontations
Confrontations entre le Canada et l'Arabie saoudite en matchs officiels.
| # | Date           | Lieu      | Match                    | Score | Compétition  |
| - | -------------- | --------- | ------------------------ | ----- | ------------ |
| 1 | 9 juillet 1999 | Fullerton | Arabie saoudite - Canada | 2-0   | Match amical |

#### Bilan
Au 1er août 2018 :
- Total de matchs disputés : 1
- Victoires du Canada : 0
- Matchs nuls : 0
- Victoires de l'Arabie saoudite : 1
- Total de buts marqués par le Canada : 0
- Total de buts marqués par l'Arabie saoudite : 2

### Argentine

#### Confrontations
Confrontations entre le Canada et l'Argentine en matchs officiels.
| # | Date           | Lieu            | Match              | Score | Compétition                     |
| - | -------------- | --------------- | ------------------ | ----- | ------------------------------- |
| 1 | 24 mai 2010    | Buenos Aires    | Argentine - Canada | 5-0   | Match amical                    |
| 2 | 20 juin 2024   | Atlanta         | Argentine - Canada | 2-0   | Copa América 2024 (Groupe A)    |
| 3 | 9 juillet 2024 | East Rutherford | Argentine - Canada | 2-0   | Copa América 2024 (Demi-finale) |

#### Bilan
- Victoires du Canada : 0
- Matchs nuls : 0
- Victoires de l'Argentine : 3
- Total de buts marqués par le Canada : 0
- Total de buts marqués par l'Argentine : 9

### Arménie

#### Confrontations
Confrontations entre le Canada et l'Arménie en matchs officiels.
| # | Date            | Lieu     | Match            | Score | Compétition  |
| - | --------------- | -------- | ---------------- | ----- | ------------ |
| 1 | 29 février 2012 | Limassol | Arménie - Canada | 3-1   | Match amical |

#### Bilan
Au 1er août 2018 :
- Total de matchs disputés : 1
- Victoires du Canada : 0
- Matchs nuls : 0
- Victoires de l'Arménie : 1
- Total de buts marqués par le Canada : 2
- Total de buts marqués par l'Arménie : 3

### Aruba

#### Confrontations
Confrontations entre le Canada et l'Aruba en matchs officiels.
| # | Date        | Lieu      | Match          | Score | Compétition                                           |
| - | ----------- | --------- | -------------- | ----- | ----------------------------------------------------- |
| 1 | 5 juin 2021 | Bradenton | Aruba - Canada | 0-7   | Qualifications pour la Coupe du monde 2022 (1er tour) |

#### Bilan
Au 23 juin 2023 :
- Total de matchs disputés : 1
- Victoires du Canada : 1
- Matchs nuls : 0
- Victoires de l'Aruba : 0
- Total de buts marqués par le Canada : 7
- Total de buts marqués par l'Aruba : 0

### Australie

#### Confrontations
Confrontations entre le Canada et l'Australie en matchs officiels.
| # | Date            | Lieu      | Match              | Score         | Compétition                                          |
| - | --------------- | --------- | ------------------ | ------------- | ---------------------------------------------------- |
| 1 | 7 juin 1924     | Brisbane  | Australie - Canada | 3-2           | Match amical                                         |
| 2 | 14 juin 1924    | Sydney    | Australie - Canada | 0-1           | Match amical                                         |
| 3 | 23 juin 1924    | Sydney    | Australie - Canada | 4-1           | Match amical                                         |
| 4 | 28 juin 1924    | Newcastle | Australie - Canada | 0-0           | Match amical                                         |
| 5 | 12 juillet 1924 | Adelaide  | Australie - Canada | 1-4           | Match amical                                         |
| 6 | 26 juillet 1924 | Sydney    | Australie - Canada | 1-0           | Match amical                                         |
| 7 | 31 juillet 1993 | Edmonton  | Canada - Australie | 2-1           | Qualifications pour la Coupe du monde 1994 (Barrage) |
| 8 | 15 août 1993    | Sydney    | Australie - Canada | 2-1 (4-1) tab | Qualifications pour la Coupe du monde 1994 (Barrage) |
| 9 | 15 octobre 2013 | Londres   | Canada - Australie | 0-3           | Match amical                                         |

#### Bilan
Au 1er août 2018 :
- Total de matchs disputés : 9
- Victoires du Canada : 3
- Matchs nuls : 1
- Victoires de l'Australie : 5
- Total de buts marqués par le Canada : 11
- Total de buts marqués par l'Australie : 15

### Autriche

#### Confrontations
Confrontations entre le Canada et l'Autriche en matchs officiels.
| # | Date          | Lieu   | Match             | Score | Compétition  |
| - | ------------- | ------ | ----------------- | ----- | ------------ |
| 1 | 1er mars 2006 | Vienne | Autriche - Canada | 0-2   | Match amical |

#### Bilan
Au 1er août 2018 :
- Total de matchs disputés : 1
- Victoires du Canada : 1
- Matchs nuls : 0
- Victoires de l'Autriche : 0
- Total de buts marqués par le Canada : 2
- Total de buts marqués par l'Autriche : 0

### Azerbaïdjan

#### Confrontations
Confrontations entre le Canada et l'Azerbaïdjan en matchs officiels.
| # | Date        | Lieu                    | Match                | Score | Compétition  |
| - | ----------- | ----------------------- | -------------------- | ----- | ------------ |
| 1 | 3 juin 2016 | Rohrbach an der Lafnitz | Canada - Azerbaïdjan | 1-1   | Match amical |

#### Bilan
Au 1er août 2018 :
- Total de matchs disputés : 1
- Victoires du Canada : 0
- Matchs nuls : 1
- Victoires de l'Azerbaïdjan : 0
- Total de buts marqués par le Canada : 1
- Total de buts marqués par l'Azerbaïdjan : 1

## B

### Barbade

#### Confrontations
Confrontations entre le Canada et la Barbade en matchs officiels :
| # | Date            | Lieu       | Match            | Score | Compétition  |
| - | --------------- | ---------- | ---------------- | ----- | ------------ |
| 1 | 18 janvier 2004 | Bridgetown | Barbade - Canada | 0-1   | Match amical |
| 2 | 7 janvier 2020  | Irvine     | Canada - Barbade | 4-1   | Match amical |
| 3 | 10 janvier 2020 | Irvine     | Canada - Barbade | 4-1   | Match amical |

#### Bilan
Au 1er août 2018 :
- Total de matchs disputés : 1
- Victoires de la Barbade : 0
- Matchs nuls : 0
- Victoires du Canada : 3
- Total de buts marqués par la Barbade : 2
- Total de buts marqués par le Canada : 9

### Biélorussie

#### Confrontations
Confrontations entre le Canada et la Biélorussie en matchs officiels.
| # | Date         | Lieu    | Match                | Score | Compétition  |
| - | ------------ | ------- | -------------------- | ----- | ------------ |
| 1 | 29 mars 2011 | Antalya | Biélorussie - Canada | 0-1   | Match amical |
| 2 | 25 mars 2013 | Doha    | Biélorussie - Canada | 2-0   | Match amical |

#### Bilan
Au 1er août 2018 :
- Total de matchs disputés : 2
- Victoires du Canada : 1
- Matchs nuls : 0
- Victoires de la Biélorussie : 1
- Total de buts marqués par le Canada : 1
- Total de buts marqués par la Biélorussie : 2

### Belgique

#### Confrontations
Confrontations entre le Canada et la Belgique en matchs officiels.
| # | Date             | Lieu      | Match             | Score | Compétition                    |
| - | ---------------- | --------- | ----------------- | ----- | ------------------------------ |
| 1 | 8 juin 1989      | Ottawa    | Canada - Belgique | 0-2   | Match amical                   |
| 2 | 23 novembre 2022 | Al Rayyan | Belgique - Canada | 1-0   | Coupe du monde 2022 (Groupe F) |

#### Bilan
- Total de matchs disputés : 2
- Victoires du Canada : 0
- Matchs nuls : 0
- Victoires de la Belgique : 2
- Total de buts marqués par le Canada : 0
- Total de buts marqués par la Belgique : 3

### Belize

#### Confrontations
Confrontations entre le Belize et le Canada en matchs officiels :
| # | Date             | Lieu     | Match           | Score | Compétition                                          |
| - | ---------------- | -------- | --------------- | ----- | ---------------------------------------------------- |
| 1 | 13 juin 2004     | Kingston | Canada - Belize | 4-0   | Qualifications pour la Coupe du monde 2006 (2e tour) |
| 2 | 16 juin 2004     | Kingston | Belize - Canada | 0-4   | Qualifications pour la Coupe du monde 2006 (2e tour) |
| 3 | 4 septembre 2015 | Toronto  | Canada - Belize | 3-0   | Qualifications pour la Coupe du monde 2018 (3e tour) |
| 4 | 8 septembre 2015 | Belmopan | Belize - Canada | 1-1   | Qualifications pour la Coupe du monde 2018 (3e tour) |

#### Bilan
Au 1er août 2018 :
- Total de matchs disputés : 4
- Victoires du Belize : 0
- Matchs nuls : 1
- Victoires du Canada : 3
- Total de buts marqués par le Belize : 1
- Total de buts marqués par le Canada : 12

### Bermudes

#### Confrontations
Confrontations entre les Bermudes et le Canada en matchs officiels :
| #  | Date             | Lieu     | Match             | Score | Compétition                                           |
| -- | ---------------- | -------- | ----------------- | ----- | ----------------------------------------------------- |
| 1  | 29 juillet 1967  |          | Canada - Bermudes | 2-2   | Match amical                                          |
| 2  | 8 octobre 1968   | Toronto  | Canada - Bermudes | 4-0   | Qualifications pour la Coupe du monde 1970 (1er tour) |
| 3  | 20 octobre 1968  | Hamilton | Bermudes - Canada | 0-0   | Qualifications pour la Coupe du monde 1970 (1er tour) |
| 4  | 12 avril 1974    | Hamilton | Bermudes - Canada | 0-0   | Match amical                                          |
| 5  | 18 avril 1987    |          | Bermudes - Canada | 0-1   | Match amical                                          |
| 6  | 25 avril 1987    |          | Bermudes - Canada | 0-1   | Match amical                                          |
| 7  | 18 février 1988  | Hamilton | Bermudes - Canada | 0-0   | Match amical                                          |
| 8  | 15 novembre 1992 | Burnaby  | Canada - Bermudes | 4-2   | Qualifications pour la Coupe du monde 1994 (2e tour)  |
| 9  | 6 décembre 1992  | Hamilton | Bermudes - Canada | 0-0   | Qualifications pour la Coupe du monde 1994 (2e tour)  |
| 10 | 10 janvier 2000  | Hamilton | Bermudes - Canada | 0-2   | Match amical                                          |
| 11 | 25 mars 2007     | Hamilton | Bermudes - Canada | 0-3   | Match amical                                          |
| 12 | 22 janvier 2017  | Hamilton | Bermudes - Canada | 2-4   | Match amical                                          |
| 13 | 25 mars 2021     | Orlando  | Canada - Bermudes | 5-1   | Qualifications pour la Coupe du monde 2022 (1er tour) |

#### Bilan
Au 21 juin 2023 :
- Total de matchs disputés : 13
- Victoires des Bermudes : 1
- Matchs nuls : 4
- Victoires du Canada : 13
- Total de buts marqués par les Bermudes : 7
- Total de buts marqués par le Canada : 26

### Brésil

#### Confrontations
Confrontations entre le Brésil et le Canada en matchs officiels :
| # | Date        | Lieu        | Match           | Score | Compétition                              |
| - | ----------- | ----------- | --------------- | ----- | ---------------------------------------- |
| 1 | 5 juin 1994 | Edmonton    | Canada - Brésil | 1-1   | Match amical                             |
| 2 | 5 juin 1994 | Los Angeles | Brésil - Canada | 4-1   | Gold Cup 1996 (Groupe B)                 |
| 3 | 2 juin 2001 | Kashima     | Brésil - Canada | 0-0   | Coupe des confédérations 2001 (Groupe B) |
| 4 | 31 mai 2008 | Seattle     | Brésil - Canada | 3-2   | Match amical                             |

#### Bilan
Au 23 juin 2023 :
- Total de matchs disputés : 4
- Victoire du Brésil : 2
- Victoire du Canada : 0
- Matchs nul : 2
- Total de buts marqués par le Brésil : 8
- Total de buts marqués par le Canada : 4

### Bulgarie

#### Confrontations
Confrontations entre le Canada et la Bulgarie en matchs officiels :
| # | Date        | Lieu    | Match             | Score | Compétition  |
| - | ----------- | ------- | ----------------- | ----- | ------------ |
| 1 | 23 mai 2014 | Ritzing | Bulgarie - Canada | 1-1   | Match amical |

#### Bilan
Au 1er août 2018 :
- Total de matchs disputés : 1
- Victoires du Canada : 0
- Matchs nuls : 1
- Victoires de la Bulgarie : 0
- Total de buts marqués par le Canada : 1
- Total de buts marqués par la Bulgarie : 1

## C

### Cameroun
| # | Date        | Lieu    | Match             | Score | Compétition                              |
| - | ----------- | ------- | ----------------- | ----- | ---------------------------------------- |
| 1 | 4 juin 2001 | Niigata | Cameroun - Canada | 2-0   | Coupe des confédérations 2001 (Groupe B) |

#### Bilan
- Total de matchs disputés : 1
- Victoire du Cameroun : 1
- Victoire du Canada : 0
- Match nul : 0
- Total de buts marqués par le Canada : 0
- Total de buts marqués par le Cameroun : 2

### Chili

#### Confrontations
Confrontations en matchs officiels entre le Chili et le Canada :
| # | Date            | Lieu       | Match          | Score | Compétition                  |
| - | --------------- | ---------- | -------------- | ----- | ---------------------------- |
| 1 | 25 juillet 1984 | Edmonton   | Canada - Chili | 0-0   | Match amical                 |
| 2 | 25 mai 1988     | Edmonton   | Canada - Chili | 1-0   | Tournoi amical               |
| 3 | 28 mai 1995     | Edmonton   | Canada - Chili | 1-2   | Tournoi amical               |
| 4 | 11 octobre 1995 | Concepción | Chili - Canada | 2-0   | Match amical                 |
| 5 | 29 juin 2024    | Orlando    | Canada - Chili | 0-0   | Copa América 2024 (Groupe A) |

#### Bilan
- Total de matchs disputés : 5
- Victoires du Chili : 2
- Victoires du Canada : 1
- Matchs nuls : 2
- Total de buts marqués par le Chili : 4
- Total de buts marqués par le Canada : 2

### Chine

#### Confrontations
Confrontations entre le Canada et la Chine en matchs officiels :
| # | Date         | Lieu      | Match          | Score | Compétition  |
| - | ------------ | --------- | -------------- | ----- | ------------ |
| 1 | 31 août 1986 | Singapour | Chine - Canada | 1-0   | Match amical |
| 2 | 2 avril 1992 | Victoria  | Canada - Chine | 5-2   | Match amical |

#### Bilan
Au 1er août 2018 :
- Total de matchs disputés : 2
- Victoires du Canada : 1
- Matchs nuls : 0
- Victoires de la Chine : 1
- Total de buts marqués par le Canada : 5
- Total de buts marqués par la Chine : 3

### Colombie

#### Confrontations
Confrontations entre le Canada et la Colombie :
| # | Date            | Lieu        | Match             | Score | Compétition            |
| - | --------------- | ----------- | ----------------- | ----- | ---------------------- |
| 1 | 30 mars 1988    | Armenia     | Colombie - Canada | 3-0   | Match amical           |
| 2 | 27 février 2000 | Los Angeles | Colombie - Canada | 0-2   | Gold Cup 2000 (Finale) |
| 3 | 14 octobre 2014 | Harrison    | Colombie - Canada | 1-0   | Match amical           |

#### Bilan
Au 1er août 2018 :
- Total de matchs disputés : 3
- Victoires du Canada : 1
- Victoires de la Colombie : 2
- Matchs nuls : 0
- Total de buts marqués par le Canada : 2
- Total de buts marqués par la Colombie : 4

### Corée du Nord

#### Confrontations
Confrontations entre le Canada et la Corée du Nord en matchs officiels :
| # | Date             | Lieu      | Match                  | Score | Compétition  |
| - | ---------------- | --------- | ---------------------- | ----- | ------------ |
| 1 | 27 août 1986     | Singapour | Corée du Nord - Canada | 0-0   | Match amical |
| 2 | 4 septembre 1986 | Singapour | Corée du Nord - Canada | 2-0   | Match amical |

#### Bilan
Au 1er août 2018 :
- Total de matchs disputés : 2
- Victoires du Canada : 0
- Matchs nuls : 1
- Victoires de la Corée du Nord : 1
- Total de buts marqués par le Canada : 0
- Total de buts marqués par la Corée du Nord : 2

### Corée du Sud

#### Confrontations
Confrontations entre le Canada et la Corée du Sud en matchs officiels :
| # | Date             | Lieu        | Match                 | Score | Compétition                   |
| - | ---------------- | ----------- | --------------------- | ----- | ----------------------------- |
| 1 | 9 mars 1993      | Vancouver   | Canada - Corée du Sud | 0-2   | Match amical                  |
| 2 | 11 mars 1993     | Victoria    | Canada - Corée du Sud | 2-0   | Match amical                  |
| 3 | 15 février 2000  | Los Angeles | Canada - Corée du Sud | 0-0   | Gold Cup 2000 (Groupe D)      |
| 4 | 2 février 2002   | Pasadena    | Canada - Corée du Sud | 2-1   | Gold Cup 2002 (Petite finale) |
| 5 | 11 novembre 2016 | Cheonan     | Corée du Sud - Canada | 2-0   | Match amical                  |

#### Bilan
Au 1er août 2018 :
- Total de matchs disputés : 5
- Victoires du Canada : 2
- Matchs nuls : 1
- Victoires de la Corée du Sud : 2
- Total de buts marqués par le Canada : 4
- Total de buts marqués par la Corée du Sud : 5

### Costa Rica

#### Confrontations
Confrontations en matchs officiels entre le Costa Rica et le Canada :
| #  | Date               | Lieu       | Match               | Score | Compétition                                             |
| -- | ------------------ | ---------- | ------------------- | ----- | ------------------------------------------------------- |
| 1  | 21 mars 1985       | San José   | Costa Rica - Canada | 1-0   | Match amical                                            |
| 2  | 24 mars 1985       | San José   | Costa Rica - Canada | 0-0   | Match amical                                            |
| 3  | 17 août 1985       | Toronto    | Canada - Costa Rica | 1-1   | Championnat de la CONCACAF 1985 (Tour final)            |
| 4  | 1er septembre 1985 | San José   | Costa Rica - Canada | 0-0   | Championnat de la CONCACAF 1985 (Tour final)            |
| 5  | 17 juin 1988       | Montréal   | Canada - Costa Rica | 0-1   | Match amical                                            |
| 6  | 24 mars 1993       | San José   | Costa Rica - Canada | 0-1   | Match amical                                            |
| 7  | 11 juillet 1993    | Mexico     | Canada - Costa Rica | 1-1   | Gold Cup 1993 (Groupe B)                                |
| 8  | 5 juin 1996        | Toronto    | Canada - Costa Rica | 0-1   | Match amical                                            |
| 9  | 1er juin 1997      | Edmonton   | Canada - Costa Rica | 1-0   | Qualifications pour la Coupe du monde 1998 (Tour final) |
| 10 | 16 novembre 1997   | San José   | Costa Rica - Canada | 3-1   | Qualifications pour la Coupe du monde 1998 (Tour final) |
| 11 | 13 février 2000    | San Diego  | Costa Rica - Canada | 2-2   | Gold Cup 2000 (Groupe D)                                |
| 12 | 12 juillet 2003    | Foxborough | Costa Rica - Canada | 0-1   | Gold Cup 2003 (Groupe D)                                |
| 13 | 8 septembre 2004   | San José   | Costa Rica - Canada | 1-0   | Qualifications pour la Coupe du monde 2006 (3e tour)    |
| 14 | 13 octobre 2004    | Burnaby    | Canada - Costa Rica | 1-3   | Qualifications pour la Coupe du monde 2006 (3e tour)    |
| 15 | 7 juillet 2005     | Seattle    | Canada - Costa Rica | 0-1   | Gold Cup 2005 (Groupe B)                                |
| 16 | 6 juin 2007        | Miami      | Costa Rica - Canada | 1-2   | Gold Cup 2007 (Groupe A)                                |
| 17 | 12 septembre 2007  | Toronto    | Canada - Costa Rica | 1-1   | Match amical                                            |
| 18 | 10 juillet 2009    | Miami      | Costa Rica - Canada | 2-2   | Gold Cup 2009 (Groupe A)                                |
| 19 | 28 mai 2013        | Edmonton   | Canada - Costa Rica | 0-1   | Match amical                                            |
| 20 | 14 juillet 2015    | Toronto    | Canada - Costa Rica | 0-0   | Gold Cup 2015 (Groupe B)                                |
| 21 | 11 juillet 2017    | Houston    | Costa Rica - Canada | 1-1   | Gold Cup 2017 (Groupe A)                                |
| 22 | 25 juillet 2021    | Arlington  | Costa Rica - Canada | 0-2   | Gold Cup 2019 (Quarts de finale)                        |
| 23 | 12 novembre 2021   | Edmonton   | Canada - Costa Rica | 1-0   | Qualifications pour la Coupe du monde 2022 (Tour final) |
| 24 | 24 mars 2022       | San José   | Costa Rica - Canada | 1-0   | Qualifications pour la Coupe du monde 2022 (Tour final) |

#### Bilan
Au 29 juillet 2022 :
- Total de matchs disputés : 24
- Victoires du Costa Rica : 9
- Matchs nuls : 9
- Victoires du Canada : 6
- Total de buts marqués par le Costa Rica : 22
- Total de buts marqués par le Canada : 16

### Croatie

#### Confrontations
| # | Date             | Lieu      | Match            | Score | Compétition                    |
| - | ---------------- | --------- | ---------------- | ----- | ------------------------------ |
| 1 | 27 novembre 2022 | Al Rayyan | Croatie - Canada | 4-1   | Coupe du monde 2022 (Groupe F) |

#### Bilan
Au 22 juin 2023 :
- Total de matchs disputés : 1
- Victoires de la Croatie : 1
- Matchs nuls : 0
- Victoires du Canada : 0
- Total de buts marqués par la Croatie : 4
- Total de buts marqués par le Canada : 1

### Cuba

#### Confrontations
Confrontations en matchs officiels entre Cuba et le Canada :
| #  | Date              | Lieu        | Match         | Score | Compétition                                           |
| -- | ----------------- | ----------- | ------------- | ----- | ----------------------------------------------------- |
| 1  | 5 janvier 1975    | La Havane   | Cuba - Canada | 4-0   | Match amical                                          |
| 2  | 21 novembre 1981  | Tegucigalpa | Cuba - Canada | 2-2   | Championnat de la CONCACAF 1981 (Tour final)          |
| 3  | 10 octobre 1996   | Edmonton    | Canada - Cuba | 2-0   | Qualifications pour la Coupe du monde 1998 (2e tour)  |
| 4  | 13 octobre 1996   | Edmonton    | Cuba - Canada | 0-2   | Qualifications pour la Coupe du monde 1998 (2e tour)  |
| 5  | 6 octobre 1999    | Los Angeles | Canada - Cuba | 0-0   | Gold Cup 2000 (Tour préliminaire)                     |
| 6  | 4 juin 2000       | La Havane   | Cuba - Canada | 0-1   | Qualifications pour la Coupe du monde 2002 (Barrages) |
| 7  | 11 juin 2000      | Winnipeg    | Canada - Cuba | 0-0   | Qualifications pour la Coupe du monde 2002 (Barrages) |
| 8  | 14 juillet 2003   | Foxborough  | Canada - Cuba | 0-2   | Gold Cup 2003 (Groupe D)                              |
| 9  | 12 juillet 2005   | Foxborough  | Canada - Cuba | 2-1   | Gold Cup 2005 (Groupe B)                              |
| 10 | 8 juin 2012       | La Havane   | Cuba - Canada | 0-1   | Qualifications pour la Coupe du monde 2014 (3e tour)  |
| 11 | 12 octobre 2012   | Toronto     | Canada - Cuba | 3-0   | Qualifications pour la Coupe du monde 2014 (3e tour)  |
| 12 | 23 juin 2019      | Charlotte   | Canada - Cuba | 7-0   | Gold Cup 2019 (Groupe A)                              |
| 13 | 7 septembre 2019  | Toronto     | Canada - Cuba | 6-0   | Ligue des nations 2019-2020 (Ligue A - Groupe A)      |
| 14 | 10 septembre 2019 | George Town | Cuba - Canada | 0-1   | Ligue des nations 2019-2020 (Ligue A - Groupe A)      |
| 15 | 4 juillet 2023    | Houston     | Canada - Cuba | 4-2   | Gold Cup 2023 (Groupe D)                              |

#### Bilan
Au 18 juin 2025 :
- Total de matchs disputés : 15
- Victoires de Cuba : 2
- Matchs nuls : 3
- Victoires du Canada : 10
- Total de buts marqués par Cuba : 11
- Total de buts marqués par le Canada : 31

### Curaçao

#### Confrontations
Confrontations en matchs officiels entre Curaçao et le Canada :
| # | Date         | Lieu       | Match            | Score | Compétition                                      |
| - | ------------ | ---------- | ---------------- | ----- | ------------------------------------------------ |
| 1 | 13 juin 2017 | Montréal   | Canada - Curaçao | 2-1   | Match amical                                     |
| 2 | 10 juin 2022 | Vancouver  | Canada - Curaçao | 4-0   | Ligue des nations 2022-2023 (Ligue A - Groupe C) |
| 3 | 25 mars 2023 | Willemstad | Curaçao - Canada | 0-2   | Ligue des nations 2022-2023 (Ligue A - Groupe C) |

#### Bilan
Au 22 juin 2023 :
- Total de matchs disputés : 3
- Victoires de Curaçao : 0
- Matchs nuls : 0
- Victoires du Canada : 3
- Total de buts marqués par Curaçao : 1
- Total de buts marqués par le Canada : 8

### Chypre

#### Confrontations
Confrontations en matchs officiels entre Chypre et le Canada :
| # | Date            | Lieu    | Match           | Score | Compétition  |
| - | --------------- | ------- | --------------- | ----- | ------------ |
| 1 | 30 octobre 1984 | Nicosie | Chypre - Canada | 0-0   | Match amical |
| 2 | 30 mai 2009     | Larnaca | Chypre - Canada | 0-1   | Match amical |

#### Bilan
Au 1er août 2018 :
- Total de matchs disputés : 2
- Victoires de Chypre : 0
- Matchs nuls : 1
- Victoires du Canada : 1
- Total de buts marqués par Chypre : 0
- Total de buts marqués par le Canada : 1

## D

### Danemark

#### Confrontations
Confrontations entre le Danemark et le Canada en matchs officiels :
| # | Date            | Lieu    | Match             | Score | Compétition  |
| - | --------------- | ------- | ----------------- | ----- | ------------ |
| 1 | 12 avril 1989   | Aalborg | Danemark - Canada | 2-0   | Match amical |
| 2 | 24 janvier 1995 | Toronto | Canada - Danemark | 0-1   | Match amical |
| 3 | 26 janvier 2013 | Tucson  | Danemark - Canada | 4-0   | Match amical |

#### Bilan
Au 22 juin 2023 :
- Total de matchs disputés : 3
- Victoires du Danemark : 3
- Matchs nuls : 0
- Victoires du Canada : 0
- Total de buts marqués par le Danemark : 7
- Total de buts marqués par le Canada : 0

### Dominique

#### Confrontations
Confrontations entre le Canada et la Dominique en matchs officiels :
| # | Date            | Lieu    | Match              | Score | Compétition                                          |
| - | --------------- | ------- | ------------------ | ----- | ---------------------------------------------------- |
| 1 | 11 juin 2015    | Roseau  | Dominique - Canada | 0-2   | Qualifications pour la Coupe du monde 2018 (2e tour) |
| 2 | 16 juin 2015    | Toronto | Canada - Dominique | 4-0   | Qualifications pour la Coupe du monde 2018 (2e tour) |
| 3 | 16 octobre 2018 | Toronto | Canada - Dominique | 5-0   | Qualifications pour la Gold Cup 2019                 |

#### Bilan
Au 1er août 2018 :
- Total de matchs disputés : 3
- Victoires du Canada : 3
- Matchs nuls : 0
- Victoires de la Dominique : 0
- Total de buts marqués par le Canada : 11
- Total de buts marqués par la Dominique : 0

## E

### Écosse

#### Confrontations
Confrontations entre le Canada et l'Écosse en matchs officiels.
| # | Date            | Lieu      | Match           | Score | Compétition  |
| - | --------------- | --------- | --------------- | ----- | ------------ |
| 1 | 12 juin 1983    | Vancouver | Canada - Écosse | 0-2   | Match amical |
| 2 | 16 juin 1983    | Edmonton  | Canada - Écosse | 0-3   | Match amical |
| 3 | 20 juin 1983    | Toronto   | Canada - Écosse | 0-2   | Match amical |
| 4 | 20 mai 1992     | Toronto   | Canada - Écosse | 1-3   | Match amical |
| 5 | 15 octobre 2002 | Édimbourg | Écosse - Canada | 3-1   | Match amical |
| 6 | 22 mars 2017    | Édimbourg | Écosse - Canada | 1-1   | Match amical |

#### Bilan
Au 1er août 2018 :
- Total de matchs disputés : 6
- Victoires de l'Écosse : 5
- Matchs nuls : 1
- Victoires du Canada : 0
- Total de buts marqués par l'Écosse : 14
- Total de buts marqués par le Canada : 3

### Égypte

#### Confrontations
Confrontations entre le Canada et l'Égypte en matchs officiels.
| # | Date            | Lieu     | Match           | Score | Compétition  |
| - | --------------- | -------- | --------------- | ----- | ------------ |
| 1 | 2 novembre 1984 |          | Égypte - Canada | 1-0   | Match amical |
| 2 | 24 avril 2001   | Le Caire | Égypte - Canada | 3-0   | Match amical |

#### Bilan
Au 1er août 2018 :
- Total de matchs disputés : 2
- Victoires de l'Égypte : 2
- Victoires du Canada : 0
- Matchs nuls : 0
- Total de buts marqués par l'Égypte : 4
- Total de buts marqués par le Canada : 0

### Émirats arabes unis

#### Confrontations
Confrontations entre le Canada et des Émirats arabes unis en matchs officiels.
| # | Date           | Lieu | Match                        | Score | Compétition  |
| - | -------------- | ---- | ---------------------------- | ----- | ------------ |
| 1 | 6 janvier 2024 |      | Émirats arabes unis - Canada |       | Match amical |

#### Bilan
Au 23 juin 2023 :
- Total de matchs disputés : 0
- Victoires des Émirats arabes unis : 0
- Victoires du Canada : 0
- Matchs nuls : 0
- Total de buts marqués par les Émirats arabes unis : 0
- Total de buts marqués par le Canada : 0

### États-Unis

#### Confrontations
Confrontations entre les États-Unis et le Canada en matchs officiels :
| #  | Date              | Lieu                      | Match               | Score            | Compétition                                             |
| -- | ----------------- | ------------------------- | ------------------- | ---------------- | ------------------------------------------------------- |
| 1  | 27 juin 1925      | Montréal                  | Canada - États-Unis | 1-0              | Match amical                                            |
| 2  | 8 novembre 1925   | New York                  | États-Unis - Canada | 6-1              | Match amical                                            |
| 3  | 6 novembre 1926   | New York                  | États-Unis - Canada | 6-2              | Match amical                                            |
| 4  | 22 juin 1957      | Toronto                   | Canada - États-Unis | 5-1              | Qualifications pour la Coupe du monde 1958 (1er tour)   |
| 5  | 6 juillet 1957    | Saint-Louis               | États-Unis - Canada | 2-3              | Qualifications pour la Coupe du monde 1958 (1er tour)   |
| 6  | 17 octobre 1968   | Toronto                   | Canada - États-Unis | 4-2              | Qualifications pour la Coupe du monde 1970 (1er tour)   |
| 7  | 26 octobre 1968   | Atlanta                   | États-Unis - Canada | 1-0              | Qualifications pour la Coupe du monde 1970 (1er tour)   |
| 8  | 20 août 1972      | Saint-Jean de Terre-Neuve | Canada - États-Unis | 3-2              | Championnat de la CONCACAF 1973 (Tour préliminaire)     |
| 9  | 29 août 1972      | Baltimore                 | États-Unis - Canada | 2-2              | Championnat de la CONCACAF 1973 (Tour préliminaire)     |
| 10 | 5 août 1973       | Windsor                   | Canada - États-Unis | 0-2              | Match amical                                            |
| 11 | 24 septembre 1976 | Vancouver                 | Canada - États-Unis | 1-1              | Championnat de la CONCACAF 1977 (Tour préliminaire)     |
| 12 | 20 octobre 1976   | Seattle                   | États-Unis - Canada | 2-0              | Championnat de la CONCACAF 1977 (Tour préliminaire)     |
| 13 | 22 décembre 1976  | Port-au-Prince            | Canada - États-Unis | 3-0              | Championnat de la CONCACAF 1977 (Barrage)               |
| 14 | 25 octobre 1980   | Fort Lauderdale           | États-Unis - Canada | 0-0              | Championnat de la CONCACAF 1981 (Tour préliminaire)     |
| 15 | 1er novembre 1980 | Vancouver                 | Canada - États-Unis | 2-1              | Championnat de la CONCACAF 1981 (Tour préliminaire)     |
| 16 | 2 avril 1985      | Vancouver                 | Canada - États-Unis | 2-0              | Match amical                                            |
| 17 | 4 avril 1985      | Portland                  | États-Unis - Canada | 1-1              | Match amical                                            |
| 18 | 5 février 1986    | Miami                     | États-Unis - Canada | 0-0              | Match amical                                            |
| 19 | 6 mai 1990        | Burnaby                   | Canada - États-Unis | 1-0              | Championnat nord-américain des nations 1990             |
| 20 | 16 mars 1991      | Torrance                  | États-Unis - Canada | 2-0              | Championnat nord-américain des nations 1991             |
| 21 | 3 septembre 1992  | Saint-Jean                | Canada - États-Unis | 0-2              | Match amical                                            |
| 22 | 9 octobre 1992    | Greensboro                | États-Unis - Canada | 0-0              | Match amical                                            |
| 23 | 3 mars 1993       | Costa Mesa                | États-Unis - Canada | 2-2              | Match amical                                            |
| 24 | 16 mars 1997      | Palo Alto                 | États-Unis - Canada | 3-0              | Qualifications pour la Coupe du monde 1998 (Tour final) |
| 25 | 9 novembre 1997   | Burnaby                   | Canada - États-Unis | 0-3              | Qualifications pour la Coupe du monde 1998 (Tour final) |
| 26 | 30 janvier 2002   | Pasadena                  | États-Unis - Canada | 0-0 (4-2) tab    | Gold Cup 2002 (Demi-finale)                             |
| 27 | 18 janvier 2003   | Fort Lauderdale           | États-Unis - Canada | 4-0              | Match amical                                            |
| 28 | 9 juillet 2005    | Seattle                   | États-Unis - Canada | 2-0              | Gold Cup 2005 (Groupe B)                                |
| 29 | 22 janvier 2006   | San Diego                 | États-Unis - Canada | 0-0              | Match amical                                            |
| 30 | 21 juin 2007      | Chicago                   | États-Unis - Canada | 2-1              | Gold Cup 2007 (Demi-finale)                             |
| 31 | 7 juin 2011       | Detroit                   | États-Unis - Canada | 2-0              | Gold Cup 2011 (Groupe C)                                |
| 32 | 3 juin 2012       | Toronto                   | Canada - États-Unis | 0-0              | Match amical                                            |
| 33 | 29 janvier 2013   | Houston                   | États-Unis - Canada | 0-0              | Match amical                                            |
| 34 | 5 février 2016    | Carson                    | États-Unis - Canada | 1-0              | Match amical                                            |
| 35 | 15 octobre 2019   | Toronto                   | Canada - États-Unis | 2-0              | Ligue des nations 2019-2020 (Ligue A - Groupe A)        |
| 36 | 15 novembre 2019  | Orlando                   | États-Unis - Canada | 4-1              | Ligue des nations 2019-2020 (Ligue A - Groupe A)        |
| 37 | 18 juillet 2021   | Kansas                    | États-Unis - Canada | 1-0              | Gold Cup 2021 (Groupe B)                                |
| 38 | 5 septembre 2021  | Nashville                 | États-Unis - Canada | 1-1              | Qualifications pour la Coupe du monde 2022 (Tour final) |
| 39 | 30 janvier 2022   | Hamilton                  | Canada - États-Unis | 2-0              | Qualifications pour la Coupe du monde 2022 (Tour final) |
| 40 | 18 juin 2023      | Paradise                  | Canada - États-Unis | 0-2              | Ligue des nations 2022-2023 (Finale)                    |
| 41 | 9 juillet 2023    | Cincinnati                | États-Unis - Canada | 2-2 ap (3-2) tab | Gold Cup 2023 (Quarts de finale)                        |
| 42 | 7 septembre 2024  | Kansas                    | États-Unis - Canada | 1-2              | Match amical                                            |
| 43 | 23 mars 2025      | Inglewood                 | Canada - États-Unis | 2-1              | Ligue des nations 2024-2025 (Troisième Place)           |

#### Bilan
Au 24 mars 2025 :
- Total de matchs disputés : 43
- Victoires des États-Unis : 17
- Matchs nuls : 13
- Victoires du Canada : 13
- Total de buts marqués par les États-Unis : 64
- Total de buts marqués par le Canada : 46

### Équateur

#### Confrontations
Confrontations entre le Canada et l'Équateur en matchs officiels.
| # | Date            | Lieu     | Match             | Score | Compétition              |
| - | --------------- | -------- | ----------------- | ----- | ------------------------ |
| 1 | 6 juin 1999     | Edmonton | Canada - Équateur | 1-2   | Tournoi amical           |
| 2 | 22 janvier 2002 | Miami    | Équateur - Canada | 2-0   | Gold Cup 2002 (Groupe D) |
| 3 | 1er juin 2011   | Toronto  | Canada - Équateur | 2-2   | Match amical             |

#### Bilan
Au 1er août 2018 :
- Total de matchs disputés : 3
- Victoires de l'Équateur : 2
- Victoires du Canada : 0
- Matchs nuls : 1
- Total de buts marqués par l'Équateur : 6
- Total de buts marqués par le Canada : 3

### Espagne

#### Confrontations
Confrontations entre le Canada et l'Espagne en matchs officiels.
| # | Date             | Lieu      | Match            | Score | Compétition  |
| - | ---------------- | --------- | ---------------- | ----- | ------------ |
| 1 | 10 juin 1994     | Montréal  | Canada - Espagne | 0-2   | Match amical |
| 2 | 3 septembre 2005 | Santander | Espagne - Canada | 2-1   | Match amical |

#### Bilan
Au 1er août 2018 :
- Total de matchs disputés : 2
- Victoires de l'Espagne : 2
- Victoires du Canada : 0
- Matchs nuls : 0

### Estonie

#### Confrontations
Confrontations entre le Canada et l'Estonie en matchs officiels :
| # | Date         | Lieu    | Match            | Score | Compétition  |
| - | ------------ | ------- | ---------------- | ----- | ------------ |
| 1 | 29 mars 2003 | Tallinn | Estonie - Canada | 2-1   | Match amical |
| 2 | 26 mars 2008 | Tallinn | Estonie - Canada | 2-0   | Match amical |

#### Bilan
Au 1er août 2018 :
- Total de matchs disputés : 2
- Victoires de l'Estonie : 2
- Matchs nuls : 0
- Victoires du Canada : 0
- Total de buts marqués par l'Estonie : 4
- Total de buts marqués par le Canada : 1

## F

### Finlande

#### Confrontations
Confrontations entre le Canada et la Finlande en matchs officiels :
| # | Date            | Lieu    | Match             | Score | Compétition  |
| - | --------------- | ------- | ----------------- | ----- | ------------ |
| 1 | 11 octobre 2003 | Tampere | Finlande - Canada | 3-2   | Match amical |

#### Bilan
Au 1er août 2018 :
- Total de matchs disputés : 1
- Victoires du Canada : 0
- Matchs nuls : 0
- Victoires de la Finlande : 1
- Total de buts marqués par le Canada : 2
- Total de buts marqués par la Finlande : 3

### France
Confrontations entre le Canada et la France en matchs officiels :
| # | Date          | Lieu     | Match           | Score | Compétition                    |
| - | ------------- | -------- | --------------- | ----- | ------------------------------ |
| 1 | 1er juin 1986 | León     | France - Canada | 1-0   | Coupe du monde 1986 (Groupe C) |
| 2 | 9 juin 2024   | Bordeaux | France - Canada | 0-0   | Match amical                   |

#### Bilan
Au 25 juin 2024 :
- Total de matchs disputés : 1
- Victoires de la France : 1
- Matchs nuls : 1
- Victoires du Canada : 0
- Total de buts marqués par la France : 1
- Total de buts marqués par le Canada : 0

## G

### Ghana

#### Confrontations
Confrontations entre le Ghana et le Canada en matchs officiels :
| # | Date            | Lieu       | Match          | Score | Compétition    |
| - | --------------- | ---------- | -------------- | ----- | -------------- |
| 1 | 2 juin 1985     | Séoul      | Canada - Ghana | 2-1   | Tournoi amical |
| 2 | 13 octobre 2015 | Washington | Canada - Ghana | 1-1   | Match amical   |

#### Bilan
Au 1er août 2018 :
- Total de matchs disputés : 2
- Victoires du Ghana : 0
- Matchs nuls : 1
- Victoires du Canada : 1
- Total de buts marqués par le Ghana : 2
- Total de buts marqués par le Canada : 3

### Grèce

#### Confrontations
Confrontations entre la Grèce et le Canada en matchs officiels :
| # | Date           | Lieu     | Match          | Score         | Compétition  |
| - | -------------- | -------- | -------------- | ------------- | ------------ |
| 1 | 19 mai 1988    | Montréal | Canada - Grèce | 0-1           | Match amical |
| 2 | 21 mai 1988    | Toronto  | Canada - Grèce | 0-3           | Match amical |
| 3 | 28 mai 1988    | Toronto  | Canada - Grèce | 0-0 (4-2) tab | Match amical |
| 4 | 9 février 2011 | Larissa  | Grèce - Canada | 1-0           | Match amical |

#### Bilan
Au 1er août 2018 :
- Total de matchs disputés : 4
- Victoires de la Grèce : 3
- Matchs nuls : 1
- Victoires du Canada : 0
- Total de buts marqués par la Grèce : 5
- Total de buts marqués par le Canada : 0

### Guadeloupe

#### Confrontations
Confrontations entre la Guadeloupe et le Canada en matchs officiels :
| # | Date             | Lieu           | Match               | Score | Compétition              |
| - | ---------------- | -------------- | ------------------- | ----- | ------------------------ |
| 1 | 14 novembre 1981 | Pointe-à-Pitre | Guadeloupe - Canada | 1-2   | Match amical             |
| 2 | 9 juin 2007      | Miami          | Canada - Guadeloupe | 1-2   | Gold Cup 2007 (Groupe A) |
| 3 | 11 juin 2011     | Tampa          | Canada - Guadeloupe | 1-0   | Gold Cup 2011 (Groupe C) |
| 4 | 27 juin 2023     | Toronto        | Canada - Guadeloupe | 2-2   | Gold Cup 2023 (Groupe D) |

#### Bilan
Au 18 juin 2025 :
- Total de matchs disputés : 4
- Victoires de la Guadeloupe : 1
- Matchs nuls : 1
- Victoires du Canada : 2
- Total de buts marqués par la Guadeloupe : 5
- Total de buts marqués par le Canada : 6

### Guatemala

#### Confrontations
Confrontations entre le Guatemala et le Canada en matchs officiels :
| #  | Date             | Lieu            | Match              | Score | Compétition                                          |
| -- | ---------------- | --------------- | ------------------ | ----- | ---------------------------------------------------- |
| 1  | 2 septembre 1972 | Guatemala       | Guatemala - Canada | 2-2   | Match amical                                         |
| 2  | 16 octobre 1977  | Mexico          | Canada - Guatemala | 2-1   | Championnat de la CONCACAF 1977 (Tour final)         |
| 3  | 11 novembre 1980 | Guatemala       | Guatemala - Canada | 0-1   | Match amical                                         |
| 4  | 20 avril 1985    | Vancouver       | Canada - Guatemala | 2-1   | Championnat de la CONCACAF 1985 (1er tour)           |
| 5  | 5 mai 1985       | Guatemala       | Guatemala - Canada | 1-1   | Championnat de la CONCACAF 1985 (1er tour)           |
| 6  | 9 octobre 1988   | Guatemala       | Guatemala - Canada | 1-0   | Championnat de la CONCACAF 1989 (Tour préliminaire)  |
| 7  | 15 octobre 1988  | Burnaby         | Canada - Guatemala | 3-2   | Championnat de la CONCACAF 1989 (Tour préliminaire)  |
| 8  | 29 mai 1999      | Toronto         | Canada - Guatemala | 1-0   | Match amical                                         |
| 9  | 2 juin 1999      | Edmonton        | Canada - Guatemala | 2-0   | Match amical                                         |
| 10 | 18 août 2004     | Burnaby         | Canada - Guatemala | 0-2   | Qualifications pour la Coupe du monde 2006 (3e tour) |
| 11 | 17 novembre 2004 | Guatemala       | Guatemala - Canada | 0-1   | Qualifications pour la Coupe du monde 2006 (3e tour) |
| 12 | 16 juin 2007     | Foxborough      | Canada - Guatemala | 3-0   | Gold Cup 2007 (Quarts de finale)                     |
| 13 | 30 juin 2009     | Oxnard          | Guatemala - Canada | 0-3   | Match amical                                         |
| 14 | 27 mars 2015     | Fort Lauderdale | Canada - Guatemala | 1-0   | Match amical                                         |
| 15 | 1er juillet 2023 | Houston         | Guatemala - Canada | 0-0   | Gold Cup 2023 (Groupe D)                             |

#### Bilan
Au 18 juin 2025 :
- Total de matchs disputés : 15
- Victoires du Guatemala : 2
- Matchs nuls : 3
- Victoires du Canada : 10
- Total de buts marqués par le Guatemala : 10
- Total de buts marqués par le Canada : 22

### Guyane

#### Confrontations
Confrontations entre la Guyane et le Canada en matchs officiels :
| # | Date           | Lieu      | Match           | Score | Compétition                          |
| - | -------------- | --------- | --------------- | ----- | ------------------------------------ |
| 1 | 7 juillet 2017 | Harrison  | Canada - Guyane | 4-2   | Gold Cup 2017 (Groupe A)             |
| 2 | 24 mars 2019   | Vancouver | Canada - Guyane | 4-1   | Qualifications pour la Gold Cup 2019 |

#### Bilan
Au 28 mars 2019 :
- Total de matchs disputés : 2
- Victoires de la Guyane : 0
- Matchs nuls : 0
- Victoires du Canada : 2
- Total de buts marqués par la Guyane : 3
- Total de buts marqués par le Canada : 8

## H

### Haïti

#### Confrontations
Confrontations entre Haïti et le Canada en matchs officiels :
| #  | Date             | Lieu           | Match          | Score | Compétition                                          |
| -- | ---------------- | -------------- | -------------- | ----- | ---------------------------------------------------- |
| 1  | 10 novembre 1973 | Port-au-Prince | Haïti - Canada | 5-1   | Match amical                                         |
| 2  | 12 novembre 1973 | Port-au-Prince | Haïti - Canada | 0-1   | Match amical                                         |
| 3  | 20 octobre 1977  | Monterrey      | Canada - Haïti | 1-1   | Championnat de la CONCACAF 1977 (Tour final)         |
| 4  | 6 novembre 1981  | Tegucigalpa    | Haïti - Canada | 1-1   | Championnat de la CONCACAF 1981 (Tour final)         |
| 5  | 28 mars 1984     | Port-au-Prince | Haïti - Canada | 0-1   | Match amical                                         |
| 6  | 13 avril 1985    | Vancouver      | Canada - Haïti | 2-0   | Championnat de la CONCACAF 1985 (1er tour)           |
| 7  | 8 mai 1985       | Port-au-Prince | Haïti - Canada | 0-2   | Championnat de la CONCACAF 1985 (1er tour)           |
| 8  | 10 octobre 1999  | Los Angeles    | Haïti - Canada | 1-2   | Gold Cup 2000 (Tour préliminaire)                    |
| 9  | 18 janvier 2002  | Miami          | Haïti - Canada | 0-2   | Gold Cup 2002 (Groupe D)                             |
| 10 | 11 juin 2007     | Miami          | Haïti - Canada | 0-2   | Gold Cup 2007 (Groupe A)                             |
| 11 | 29 juin 2019     | Houston        | Haïti - Canada | 3-2   | Gold Cup 2019 (Quarts de finale)                     |
| 12 | 12 juin 2021     | Port-au-Prince | Haïti - Canada | 0-1   | Qualifications pour la Coupe du monde 2022 (2e tour) |
| 13 | 15 juin 2021     | Bridgeview     | Canada - Haïti | 3-0   | Qualifications pour la Coupe du monde 2022 (2e tour) |
| 14 | 15 juillet 2021  | Kansas City    | Haïti - Canada | 1-4   | Gold Cup 2021 (Groupe B)                             |

#### Bilan
Au 22 juin 2023 :
- Total de matchs disputés : 14
- Victoires d'Haïti : 3
- Matchs nuls : 2
- Victoires du Canada : 13
- Total de buts marqués par Haïti : 12
- Total de buts marqués par le Canada : 25

### Honduras

#### Confrontations
Confrontations entre le Honduras et le Canada en matchs officiels :
| #  | Date              | Lieu                      | Match             | Score | Compétition                                             |
| -- | ----------------- | ------------------------- | ----------------- | ----- | ------------------------------------------------------- |
| 1  | 9 novembre 1980   | Tegucigalpa               | Honduras - Canada | 2-0   | Match amical                                            |
| 2  | 12 novembre 1981  | Tegucigalpa               | Honduras - Canada | 2-1   | Championnat de la CONCACAF 1981 (Tour final)            |
| 3  | 11 décembre 1983  | San Pedro Sula            | Honduras - Canada | 3-1   | Match amical                                            |
| 4  | 14 décembre 1983  | Tegucigalpa               | Honduras - Canada | 1-0   | Match amical                                            |
| 5  | 25 août 1985      | Tegucigalpa               | Honduras - Canada | 0-1   | Championnat de la CONCACAF 1985 (Tour final)            |
| 6  | 14 septembre 1985 | Saint-Jean de Terre-Neuve | Canada - Honduras | 2-1   | Championnat de la CONCACAF 1985 (Tour final)            |
| 7  | 28 juin 1991      | Los Angeles               | Honduras - Canada | 4-2   | Gold Cup 1991 (Groupe A)                                |
| 8  | 4 avril 1993      | Tegucigalpa               | Honduras - Canada | 2-2   | Qualifications pour la Coupe du monde 1994 (3e tour)    |
| 9  | 18 avril 1993     | Vancouver                 | Canada - Honduras | 3-1   | Qualifications pour la Coupe du monde 1994 (3e tour)    |
| 10 | 10 janvier 1996   | Anaheim                   | Canada - Honduras | 3-1   | Gold Cup 1996 (Groupe B)                                |
| 11 | 30 mai 2000       | Hershey                   | Canada - Honduras | 2-1   | Match amical                                            |
| 12 | 4 septembre 2004  | Edmonton                  | Canada - Honduras | 1-1   | Qualifications pour la Coupe du monde 2006 (3e tour)    |
| 13 | 9 octobre 2004    | San Pedro Sula            | Honduras - Canada | 1-1   | Qualifications pour la Coupe du monde 2006 (3e tour)    |
| 14 | 2 juillet 2005    | Burnaby                   | Canada - Honduras | 1-2   | Match amical                                            |
| 15 | 6 septembre 2008  | Montréal                  | Canada - Honduras | 1-2   | Qualifications pour la Coupe du monde 2010 (3e tour)    |
| 16 | 11 octobre 2008   | San Pedro Sula            | Honduras - Canada | 3-1   | Qualifications pour la Coupe du monde 2010 (3e tour)    |
| 17 | 18 juillet 2009   | Philadelphie              | Canada - Honduras | 0-1   | Gold Cup 2009 (Quarts de finale)                        |
| 18 | 7 septembre 2010  | Montréal                  | Canada - Honduras | 2-1   | Match amical                                            |
| 19 | 12 juin 2012      | Toronto                   | Canada - Honduras | 0-0   | Qualifications pour la Coupe du monde 2014 (3e tour)    |
| 20 | 16 octobre 2012   | San Pedro Sula            | Honduras - Canada | 8-1   | Qualifications pour la Coupe du monde 2014 (3e tour)    |
| 21 | 13 novembre 2015  | Vancouver                 | Canada - Honduras | 1-0   | Qualifications pour la Coupe du monde 2018 (4e tour)    |
| 22 | 2 septembre 2016  | San Pedro Sula            | Honduras - Canada | 2-1   | Qualifications pour la Coupe du monde 2018 (4e tour)    |
| 23 | 14 juillet 2017   | Frisco                    | Canada - Honduras | 0-0   | Gold Cup 2017 (Groupe A)                                |
| 24 | 2 septembre 2021  | Toronto                   | Canada - Honduras | 1-1   | Qualifications pour la Coupe du monde 2022 (Tour final) |
| 25 | 27 janvier 2022   | San Pedro Sula            | Honduras - Canada | 0-2   | Qualifications pour la Coupe du monde 2022 (Tour final) |
| 26 | 14 juin 2022      | San Pedro Sula            | Honduras - Canada | 2-1   | Ligue des nations 2022-2023 (Ligue A - Groupe C)        |
| 27 | 28 mars 2023      | Toronto                   | Canada - Honduras | 4-1   | Ligue des nations 2022-2023 (Ligue A - Groupe C)        |
| 28 | 17 juin 2025      | Vancouver                 | Canada - Honduras | 6-0   | Gold Cup 2025 (Groupe B)                                |

#### Bilan
- Total de matchs disputés : 28
- Victoires du Honduras : 12
- Matchs nuls : 6
- Victoires du Canada : 10
- Total de buts marqués par le Honduras : 43
- Total de buts marqués par le Canada : 41

### Hong Kong

#### Confrontations
Confrontations en matchs officiels entre Hong Kong et le Canada :
| # | Date         | Lieu    | Match              | Score | Compétition  |
| - | ------------ | ------- | ------------------ | ----- | ------------ |
| 1 | 13 juin 1992 | Toronto | Canada - Hong Kong | 3-1   | Match amical |

#### Bilan
Au 1er août 2018 :
- Total de matchs disputés : 1
- Victoires de Hong Kong : 0
- Matchs nuls : 0
- Victoires du Canada : 1
- Total de buts marqués par Hong Kong : 1
- Total de buts marqués par le Canada : 3

### Hongrie

#### Confrontations
Confrontations entre la Hongrie et le Canada en matchs officiels :
| # | Date             | Lieu           | Match            | Score | Compétition                    |
| - | ---------------- | -------------- | ---------------- | ----- | ------------------------------ |
| 1 | 6 juin 1986      | Irapuato       | Hongrie - Canada | 2-0   | Coupe du monde 1986 (Groupe C) |
| 2 | 15 novembre 2006 | Székesfehérvár | Hongrie - Canada | 1-0   | Match amical                   |

#### Bilan
Au 1er août 2018 :
- Total de matchs disputés : 2
- Victoires de la Hongrie : 2
- Matchs nuls : 0
- Victoires du Canada : 0
- Total de buts marqués par la Hongrie : 3
- Total de buts marqués par le Canada : 0

## I

### Îles Caïmans

#### Confrontations
Confrontations entre le Canada et les Îles Caïmans en matchs officiel.
| # | Date         | Lieu      | Match                 | Score | Compétition                                           |
| - | ------------ | --------- | --------------------- | ----- | ----------------------------------------------------- |
| 1 | 29 mars 2021 | Bradenton | Îles Caïmans - Canada | 0-11  | Qualifications pour la Coupe du monde 2022 (1er tour) |

#### Bilan
Au 22 juin 2023 :
- Total de matchs disputés : 1
- Victoires des Îles Caïmans : 0
- Matchs nuls : 0
- Victoires du Canada : 0
- Total de buts marqués par les Îles Caïmans : 0
- Total de buts marqués par le Canada : 11

### Îles Féroé

#### Confrontations
Confrontations entre le Canada et les îles Féroé en matchs officiels :
| # | Date          | Lieu     | Match               | Score | Compétition  |
| - | ------------- | -------- | ------------------- | ----- | ------------ |
| 1 | 14 avril 1989 | Torshavn | Îles Féroé - Canada | 1-0   | Match amical |
| 2 | 16 avril 1989 | Klaksvík | Îles Féroé - Canada | 0-1   | Match amical |

#### Bilan
Au 1er août 2018 :
- Total de matchs disputés : 2
- Victoires des îles Féroé : 1
- Matchs nuls : 0
- Victoires du Canada : 1
- Total de buts marqués par les îles Féroé : 1
- Total de buts marqués par le Canada : 1

### Îles Vierges des États-Unis

#### Confrontations
Confrontations entre le Canada et îles Vierges des États-Unis en matchs officiels :
| # | Date             | Lieu      | Match                                | Score | Compétition                          |
| - | ---------------- | --------- | ------------------------------------ | ----- | ------------------------------------ |
| 1 | 9 septembre 2018 | Bradenton | Îles Vierges des États-Unis - Canada | 0-8   | Qualifications pour la Gold Cup 2019 |

#### Bilan
Au 11 septembre 2018 :
- Total de matchs disputés : 1
- Victoires des îles Vierges des États-Unis : 0
- Matchs nuls : 0
- Victoires du Canada : 1
- Total de buts marqués par les îles Vierges des États-Unis : 0
- Total de buts marqués par le Canada : 8

### Irak

#### Confrontations
Confrontations entre le Canada et l'Irak en matchs officiels :
| # | Date        | Lieu    | Match         | Score | Compétition  |
| - | ----------- | ------- | ------------- | ----- | ------------ |
| 1 | 9 juin 1985 | Gwangju | Canada - Irak | 1-6   | Match amical |

#### Bilan
Au 1er août 2018 :
- Total de matchs disputés : 1
- Victoires de l'Irak : 1
- Matchs nuls : 0
- Victoires du Canada : 0
- Total de buts marqués par l'Irak : 6
- Total de buts marqués par le Canada : 1

### Iran

#### Confrontations
Confrontations entre le Canada et l'Iran en matchs officiels :
| # | Date          | Lieu     | Match         | Score | Compétition  |
| - | ------------- | -------- | ------------- | ----- | ------------ |
| 1 | 17 août 1997  | Toronto  | Canada - Iran | 0-1   | Match amical |
| 2 | 4 juin 1999   | Edmonton | Canada - Iran | 0-1   | Match amical |
| 3 | 26 avril 2001 | Le Caire | Iran - Canada | 0-1   | Match amical |

#### Bilan
Au 1er août 2018 :
- Total de matchs disputés : 3
- Victoires de l'Iran : 2
- Matchs nuls : 0
- Victoires du Canada : 1
- Total de buts marqués par l'Iran : 2
- Total de buts marqués par le Canada : 1

### Irlande

#### Confrontations
Confrontations entre le Canada et l'Irlande en matchs officiels :
| # | Date             | Lieu   | Match            | Score | Compétition  |
| - | ---------------- | ------ | ---------------- | ----- | ------------ |
| 1 | 18 novembre 2003 | Dublin | Irlande - Canada | 3-0   | Match amical |

#### Bilan
Au 1er août 2018 :
- Total de matchs disputés : 1
- Victoires de l'Irlande : 1
- Matchs nuls : 0
- Victoires du Canada : 0
- Total de buts marqués par l'Irlande : 3
- Total de buts marqués par le Canada : 0

### Irlande du Nord

#### Confrontations
Confrontations entre le Canada et l'Irlande du Nord en matchs officiels :
| # | Date           | Lieu     | Match                    | Score | Compétition    |
| - | -------------- | -------- | ------------------------ | ----- | -------------- |
| 1 | 22 mai 1995    | Edmonton | Canada - Irlande du Nord | 2-0   | Tournoi amical |
| 2 | 27 avril 1999  | Belfast  | Irlande du Nord - Canada | 1-1   | Match amical   |
| 3 | 9 février 2005 | Belfast  | Irlande du Nord - Canada | 0-1   | Match amical   |

#### Bilan
Au 1er août 2018 :
- Total de matchs disputés : 3
- Victoires de l'Irlande du Nord : 0
- Matchs nuls : 1
- Victoires du Canada : 2
- Total de buts marqués par l'Irlande du Nord : 1
- Total de buts marqués par le Canada : 4

### Islande

#### Confrontations
Confrontations entre le Canada et l'Islande en matchs officiels :
| # | Date            | Lieu      | Match            | Score | Compétition  |
| - | --------------- | --------- | ---------------- | ----- | ------------ |
| 1 | 22 août 2007    | Reykjavik | Islande - Canada | 1-1   | Match amical |
| 2 | 16 janvier 2015 | Orlando   | Canada - Islande | 1-2   | Match amical |
| 3 | 19 janvier 2015 | Orlando   | Canada - Islande | 1-1   | Match amical |
| 4 | 15 janvier 2020 | Irvine    | Canada - Islande | 0-1   | Match amical |

#### Bilan
Au 23 juin 2023 :
- Total de matchs disputés : 4
- Victoires de l'Islande : 2
- Matchs nuls : 2
- Victoires du Canada : 0
- Total de buts marqués par l'Islande : 5
- Total de buts marqués par le Canada : 3

### Italie

#### Confrontations
Confrontations entre le Canada et l'Italie en matchs officiels :
| # | Date        | Lieu    | Match           | Score | Compétition  |
| - | ----------- | ------- | --------------- | ----- | ------------ |
| 1 | 26 mai 1984 | Toronto | Canada - Italie | 0-2   | Match amical |

#### Bilan
Au 1er août 2018 :
- Total de matchs disputés : 1
- Victoires de l'Italie : 1
- Matchs nuls : 0
- Victoires du Canada : 0
- Total de buts marqués par l'Italie : 2
- Total de buts marqués par le Canada : 0

## J

### Jamaïque

#### Confrontations
Confrontations entre la Jamaïque et le Canada en matchs officiels, :
| #  | Date              | Lieu        | Match             | Score        | Compétition                                                |
| -- | ----------------- | ----------- | ----------------- | ------------ | ---------------------------------------------------------- |
| 1  | 13 mars 1985      | Montego Bay | Jamaïque - Canada | 1-1          | Match amical                                               |
| 2  | 17 mars 1985      | Kingston    | Jamaïque - Canada | 0-0          | Match amical                                               |
| 3  | 5 avril 1988      | Kingston    | Jamaïque - Canada | 0-4          | Match amical                                               |
| 4  | 7 avril 1988      | Montego Bay | Jamaïque - Canada | 0-0          | Match amical                                               |
| 5  | 3 juillet 1991    | Los Angeles | Canada - Jamaïque | 3-2          | Gold Cup 1991 (Groupe A)                                   |
| 6  | 18 octobre 1992   | Kingston    | Jamaïque - Canada | 1-1          | Qualifications pour la Coupe du monde 1994 (2e tour)       |
| 7  | 1er novembre 1992 | Toronto     | Canada - Jamaïque | 1-0          | Qualifications pour la Coupe du monde 1994 (2e tour)       |
| 8  | 1er août 1995     | Toronto     | Canada - Jamaïque | 3-1          | Match amical                                               |
| 9  | 27 avril 1997     | Burnaby     | Canada - Jamaïque | 0-0          | Qualifications pour la Coupe du monde 1998 (Tour final)    |
| 10 | 7 septembre 1997  | Kingston    | Jamaïque - Canada | 1-0          | Qualifications pour la Coupe du monde 1998 (Tour final)    |
| 11 | 2 septembre 1999  | Toronto     | Canada - Jamaïque | 1-0          | Match amical                                               |
| 12 | 4 septembre 2006  | Montréal    | Canada - Jamaïque | 1-0          | Match amical                                               |
| 13 | 8 octobre 2006    | Kingston    | Jamaïque - Canada | 2-1          | Match amical                                               |
| 14 | 20 août 2008      | Toronto     | Canada - Jamaïque | 1-1          | Qualifications pour la Coupe du monde 2010 (3e tour)       |
| 15 | 19 novembre 2008  | Kingston    | Jamaïque - Canada | 3-0          | Qualifications pour la Coupe du monde 2010 (3e tour)       |
| 16 | 3 juillet 2009    | Carson      | Canada - Jamaïque | 1-0          | Gold Cup 2009 (Groupe A)                                   |
| 17 | 31 janvier 2010   | Kingston    | Jamaïque - Canada | 1-0          | Match amical                                               |
| 18 | 9 septembre 2014  | Toronto     | Canada - Jamaïque | 3-1          | Match amical                                               |
| 19 | 11 juillet 2015   | Houston     | Jamaïque - Canada | 1-0          | Gold Cup 2015 (Groupe B)                                   |
| 20 | 20 juillet 2017   | Glendale    | Jamaïque - Canada | 2-1          | Gold Cup 2017 (Quarts de finale)                           |
| 21 | 2 septembre 2017  | Toronto     | Canada - Jamaïque | 2-0          | Match amical                                               |
| 22 | 10 octobre 2021   | Kingston    | Jamaïque - Canada | 1-1          | Qualifications pour de la Coupe du monde 2022 (Tour final) |
| 23 | 27 mars 2022      | Toronto     | Canada - Jamaïque | 4-0          | Qualifications pour de la Coupe du monde 2022 (Tour final) |
| 24 | 18 novembre 2023  | Kingston    | Jamaïque - Canada | 1-2          | Ligue des nations de la CONCACAF 2022-2023                 |
| 25 | 21 novembre 2023  | Toronto     | Canada - Jamaïque | 2-3 (4-4 (a) | Ligue des nations de la CONCACAF 2023-2024                 |

#### Bilan
Au 22 novembre 2023 :
- Total de matchs disputés : 25
- Victoires de la Jamaïque : 16
- Matchs nuls : 7
- Victoires du Canada : 20
- Total de buts marqués par la Jamaïque : 26
- Total de buts marqués par le Canada : 36

### Japon

#### Confrontations
Confrontations entre le Canada et le Japon en matchs officiels :
| # | Date             | Lieu    | Match          | Score | Compétition                              |
| - | ---------------- | ------- | -------------- | ----- | ---------------------------------------- |
| 1 | 31 mai 2001      | Niigata | Japon - Canada | 3-0   | Coupe des confédérations 2001 (Groupe B) |
| 2 | 22 mars 2013     | Doha    | Japon - Canada | 2-1   | Match amical                             |
| 3 | 17 novembre 2022 | Dubaï   | Canada - Japon | 2-1   | Match amical                             |
| 4 | 13 octobre 2023  | Niigata | Japon - Canada | 4-1   | Match amical                             |

#### Bilan
Au 23 juin 2023 :
- Total de matchs disputés : 4
- Victoire du Canada : 1
- Victoire du Japon : 3
- Match nul : 0
- Total de buts marqués par le Japon : 10
- Total de buts marqués par le Canada : 4

## L

### Libye

#### Confrontations
Confrontations entre la Libye et le Canada en matchs officiels :
| # | Date            | Lieu    | Match          | Score | Compétition  |
| - | --------------- | ------- | -------------- | ----- | ------------ |
| 1 | 12 février 2003 | Tripoli | Libye - Canada | 2-4   | Match amical |

#### Bilan
Au 1er août 2018 :
- Total de matchs disputés : 1
- Victoires de la Libye : 0
- Matchs nuls : 0
- Victoires du Canada : 1
- Total de buts marqués par la Libye : 2
- Total de buts marqués par le Canada : 4

### Luxembourg

#### Confrontations
Confrontations entre le Luxembourg et le Canada en matchs officiels :
| # | Date             | Lieu       | Match               | Score | Compétition  |
| - | ---------------- | ---------- | ------------------- | ----- | ------------ |
| 1 | 16 novembre 2005 | Hesperange | Luxembourg - Canada | 0-1   | Match amical |

#### Bilan
Au 23 juin 2023 :
- Total de matchs disputés : 1
- Victoires du Luxembourg : 0
- Matchs nuls : 0
- Victoires du Canada : 1
- Total de buts marqués par le Luxembourg : 0
- Total de buts marqués par le Canada : 1

## M

### Macédoine du Nord

#### Confrontations
Confrontations entre la Macédoine du Nord et le Canada en matchs officiels :
| # | Date             | Lieu       | Match                      | Score | Compétition  |
| - | ---------------- | ---------- | -------------------------- | ----- | ------------ |
| 1 | 18 mai 1998      | Toronto    | Canada - Macédoine du Nord | 1-0   | Match amical |
| 2 | 14 novembre 2009 | Stroumitsa | Macédoine du Nord - Canada | 3-0   | Match amical |

#### Bilan
Au 1er août 2018 :
- Total de matchs disputés : 2
- Victoires de la Macédoine du Nord : 1
- Matchs nuls : 0
- Victoires du Canada : 1
- Total de buts marqués par la Macédoine du Nord : 3
- Total de buts marqués par le Canada : 1

### Malte

#### Confrontations
Confrontations entre le Canada et Malte en matchs officiels :
|   | Date#            | Lieu  | Match          | Score | Compétition  |
| - | ---------------- | ----- | -------------- | ----- | ------------ |
| 1 | 14 novembre 2001 | Paola | Malte - Canada | 2-1   | Match amical |

#### Bilan
Au 23 juin 2023 :
- Total de matchs disputés : 1
- Victoires du Canada : 0
- Matchs nuls : 0
- Victoires de Malte : 1
- Total de buts marqués par le Canada : 1
- Total de buts marqués par Malte : 2

### Maroc

#### Confrontations
Confrontations entre le Maroc et le Canada en matchs officiels :
| # | Date              | Lieu      | Match          | Score | Compétition                    |
| - | ----------------- | --------- | -------------- | ----- | ------------------------------ |
| 1 | 24 novembre 1984  | Rabat     | Maroc - Canada | 3-2   | Match amical                   |
| 2 | 1er juin 1994     | Montréal  | Canada - Maroc | 1-1   | Match amical                   |
| 3 | 11 novembre 2016  | Marrakech | Maroc - Canada | 4-0   | Match amical                   |
| 4 | 1er décembre 2022 | Doha      | Canada - Maroc | 1-2   | Coupe du monde 2022 (Groupe F) |

#### Bilan
Au 23 juin 2023 :
- Total de matchs disputés : 4
- Victoires du Maroc : 3
- Victoires du Canada : 0
- Matchs nuls : 1
- Total de buts marqués par le Maroc : 10
- Total de buts marqués par le Canada : 4

### Martinique

#### Confrontations
Confrontations entre la Martinique et le Canada en matchs officiels :
|   | Date            | Lieu           | Match               | Score         | Compétition                      |
| - | --------------- | -------------- | ------------------- | ------------- | -------------------------------- |
| 1 | 15 juillet 1993 | Mexico         | Canada - Martinique | 2-2           | Gold Cup 1993 (Groupe B)         |
| 2 | 26 janvier 2002 | Pasadena       | Canada - Martinique | 1-1 (6-5) tab | Gold Cup 2002 (Quarts de finale) |
| 3 | 30 janvier 2008 | Fort-de-France | Martinique - Canada | 0-1           | Match amical                     |
| 4 | 7 juillet 2013  | Pasadena       | Canada - Martinique | 0-1           | Gold Cup 2013 (Groupe A)         |
| 5 | 15 juin 2019    | Pasadena       | Canada - Martinique | 4-0           | Gold Cup 2019 (Groupe A)         |
| 6 | 11 juillet 2021 | Kansas City    | Canada - Martinique | 4-1           | Gold Cup 2021 (Groupe B)         |

#### Bilan
Au 23 juin 2023 :
- Total de matchs disputés : 6
- Victoires de la Martinique : 2
- Matchs nuls : 2
- Victoires du Canada : 2
- Total de buts marqués par la Martinique : 6
- Total de buts marqués par le Canada : 11

### Mauritanie

#### Confrontations
Confrontations entre la Mauritanie et le Canada en matchs officiels :
| # | Date              | Lieu      | Match               | Score | Compétition  |
| - | ----------------- | --------- | ------------------- | ----- | ------------ |
| 1 | 8 septembre 2013  | Oliva     | Canada - Mauritanie | 0-0   | Match amical |
| 2 | 10 septembre 2013 | Oliva     | Canada - Mauritanie | 0-1   | Match amical |
| 3 | 6 octobre 2016    | Marrakech | Mauritanie - Canada | 0-4   | Match amical |

#### Bilan
Au 1er août 2018 :
- Total de matchs disputés : 3
- Victoires de la Mauritanie : 1
- Matchs nuls : 1
- Victoires du Canada : 1
- Total de buts marqués par la Mauritanie : 1
- Total de buts marqués par le Canada : 4

### Mexique

#### Confrontations
Confrontations entre le Mexique et le Canada en matchs officiels :
| #  | Date              | Lieu             | Match            | Score  | Compétition                                             |
| -- | ----------------- | ---------------- | ---------------- | ------ | ------------------------------------------------------- |
| 1  | 30 juin 1957      | Mexico           | Mexique - Canada | 3-0    | Qualifications pour la Coupe du monde 1958 (1er tour)   |
| 2  | 4 juillet 1957    | Mexico           | Mexique - Canada | 2-0    | Qualifications pour la Coupe du monde 1958 (1er tour)   |
| 3  | 24 août 1972      | Toronto          | Canada - Mexique | 0-1    | Championnat de la CONCACAF 1973 (Tour préliminaire)     |
| 4  | 5 septembre 1972  | Mexico           | Mexique - Canada | 2-1    | Championnat de la CONCACAF 1973 (Tour préliminaire)     |
| 5  | 10 octobre 1976   | Vancouver        | Canada - Mexique | 1-0    | Championnat de la CONCACAF 1977 (Tour préliminaire)     |
| 6  | 27 octobre 1976   | Toluca           | Mexique - Canada | 0-0    | Championnat de la CONCACAF 1977 (Tour préliminaire)     |
| 7  | 22 octobre 1977   | Monterrey        | Mexique - Canada | 3-1    | Championnat de la CONCACAF 1977 (Tour final)            |
| 8  | 18 octobre 1980   | Toronto          | Canada - Mexique | 1-1    | Championnat de la CONCACAF 1981 (Tour préliminaire)     |
| 9  | 16 novembre 1980  | Mexico           | Mexique - Canada | 1-1    | Championnat de la CONCACAF 1981 (Tour préliminaire)     |
| 10 | 15 novembre 1981  | Tegucigalpa      | Mexique - Canada | 1-1    | Championnat de la CONCACAF 1981 (Tour final)            |
| 11 | 6 décembre 1983   | Irapuato         | Mexique - Canada | 5-0    | Match amical                                            |
| 12 | 27 avril 1986     | Mexico           | Mexique - Canada | 5-0    | Match amical                                            |
| 13 | 12 avril 1988     | Victoria         | Canada - Mexique | 1-0    | Match amical                                            |
| 14 | 14 avril 1988     | Burnaby          | Canada - Mexique | 1-1    | Match amical                                            |
| 15 | 6 octobre 1987    | Toluca           | Mexique - Canada | 4-0    | Match amical                                            |
| 16 | 13 mai 1990       | Vancouver        | Canada - Mexique | 2-1    | Championnat nord-américain des nations 1990             |
| 17 | 14 mars 1991      | Los Angeles      | Mexique - Canada | 3-0    | Championnat nord-américain des nations 1991             |
| 18 | 30 juin 1991      | Los Angeles      | Mexique - Canada | 3-1    | Gold Cup 1991 (Groupe A)                                |
| 19 | 25 avril 1993     | Mexico           | Mexique - Canada | 4-0    | Qualifications pour la Coupe du monde 1994 (3e tour)    |
| 20 | 9 mai 1993        | Toronto          | Canada - Mexique | 1-2    | Qualifications pour la Coupe du monde 1994 (3e tour)    |
| 21 | 18 juillet 1993   | Mexico           | Mexique - Canada | 8-0    | Gold Cup 1993 (Groupe B)                                |
| 22 | 2 mars 1997       | Mexico           | Mexique - Canada | 4-0    | Qualifications pour la Coupe du monde 1998 (Tour final) |
| 23 | 12 octobre 1997   | Edmonton         | Canada - Mexique | 2-2    | Qualifications pour la Coupe du monde 1998 (Tour final) |
| 24 | 20 février 2000   | San Diego        | Mexique - Canada | 1-2 ap | Gold Cup 2000 (Quarts de finale)                        |
| 25 | 15 août 2000      | Mexico           | Mexique - Canada | 2-0    | Qualifications pour la Coupe du monde 2002 (2e tour)    |
| 26 | 15 novembre 2000  | Toronto          | Canada - Mexique | 0-0    | Qualifications pour la Coupe du monde 2002 (2e tour)    |
| 27 | 10 septembre 2008 | Tuxtla Gutiérrez | Mexique - Canada | 2-0    | Qualifications pour la Coupe du monde 2010 (3e tour)    |
| 28 | 15 octobre 2008   | Edmonton         | Canada - Mexique | 2-2    | Qualifications pour la Coupe du monde 2010 (3e tour)    |
| 29 | 11 juillet 2013   | Seattle          | Mexique - Canada | 2-0    | Gold Cup 2013 (Groupe A)                                |
| 30 | 25 mars 2016      | Vancouver        | Canada - Mexique | 0-3    | Qualifications pour la Coupe du monde 2018 (4e tour)    |
| 31 | 29 mars 2016      | Mexico           | Mexique - Canada | 2-0    | Qualifications pour la Coupe du monde 2018 (4e tour)    |
| 32 | 19 juin 2019      | Denver           | Mexique - Canada | 3-1    | Gold Cup 2019 (Groupe A)                                |
| 33 | 7 octobre 2021    | Mexico           | Mexique - Canada | 1-1    | Qualifications pour la Coupe du monde 2022 (Tour final) |
| 34 | 16 novembre 2021  | Edmonton         | Canada - Mexique | 2-1    | Qualifications pour la Coupe du monde 2022 (Tour final) |
| 35 | 10 septembre 2024 | Arlington        | Mexique - Canada | 0-0    | Match amical                                            |
| 36 | 20 mars 2025      | Inglewood        | Canada - Mexique | 0-2    | Ligue des nations 2024-2025 (Demi-finale)               |

#### Bilan
Au 24 mars 2025 :
- Total de matchs disputés : 36
- Victoires du Mexique : 21
- Matchs nuls : 10
- Victoires du Canada : 5
- Total de buts marqués par le Mexique : 75
- Total de buts marqués par le Canada : 24

### Moldavie

#### Confrontations
Confrontations entre le Canada et la Moldavie en matchs officiels :
| # | Date        | Lieu    | Match             | Score | Compétition  |
| - | ----------- | ------- | ----------------- | ----- | ------------ |
| 1 | 27 mai 2014 | Ritzing | Moldavie - Canada | 1-1   | Match amical |

#### Bilan
Au 1er août 2018 :
- Total de matchs disputés : 1
- Victoires du Canada : 0
- Matchs nuls : 1
- Victoires de la Moldavie : 0
- Total de buts marqués par le Canada : 1
- Total de buts marqués par la Moldavie : 1

## N

### Nouvelle-Zélande

#### Confrontations
Confrontations entre le Canada et la Nouvelle-Zélande en matchs officiels :
| # | Date              | Lieu                  | Match                     | Score | Compétition  |
| - | ----------------- | --------------------- | ------------------------- | ----- | ------------ |
| 1 | 5 août 1924       | Auckland              | Nouvelle-Zélande - Canada | 1-1   | Match amical |
| 2 | 25 juin 1927      | Dunedin               | Nouvelle-Zélande - Canada | 2-2   | Match amical |
| 3 | 2 juillet 1927    | Christchurch          | Nouvelle-Zélande - Canada | 1-2   | Match amical |
| 4 | 9 juillet 1927    | Wellington            | Nouvelle-Zélande - Canada | 1-0   | Match amical |
| 5 | 23 juillet 1927   | Auckland              | Nouvelle-Zélande - Canada | 1-4   | Match amical |
| 6 | 15 septembre 1980 | Vancouver             | Canada - Nouvelle-Zélande | 4-0   | Match amical |
| 7 | 17 septembre 1980 | Edmonton              | Canada - Nouvelle-Zélande | 3-0   | Match amical |
| 8 | 24 mars 2018      | San Pedro del Pinatar | Canada - Nouvelle-Zélande | 1-0   | Match amical |

#### Bilan
Au 1er août 2018 :
- Total de matchs disputés : 8
- Victoires du Canada : 5
- Matchs nuls : 2
- Victoires de la Nouvelle-Zélande : 1
- Total de buts marqués par le Canada : 17
- Total de buts marqués par la Nouvelle-Zélande : 8

## O

### Ouzbékistan

#### Confrontations
Confrontations entre le Canada et l'Ouzbékistan en matchs officiels :
| # | Date        | Lieu            | Match                | Score | Compétition  |
| - | ----------- | --------------- | -------------------- | ----- | ------------ |
| 1 | 7 juin 2016 | Bad Waltersdorf | Canada - Ouzbékistan | 2-1   | Match amical |

#### Bilan
Au 1er août 2018 :
- Total de matchs disputés : 1
- Victoires de l'Ouzbékistan : 0
- Matchs nuls : 0
- Victoires du Canada : 1
- Total de buts marqués par l'Ouzbékistan : 1
- Total de buts marqués par le Canada : 2

## P

### Panama

#### Confrontations
Confrontations entre le Panama et le Canada en matchs officiels :
| #  | Date              | Lieu        | Match           | Score | Compétition                                             |
| -- | ----------------- | ----------- | --------------- | ----- | ------------------------------------------------------- |
| 1  | 30 août 1996      | Edmonton    | Canada - Panama | 3-1   | Qualifications pour la Coupe du monde 1998 (2e tour)    |
| 2  | 27 octobre 1996   | Panama      | Panama - Canada | 0-0   | Qualifications pour la Coupe du monde 1998 (2e tour)    |
| 3  | 23 juillet 2000   | Panama      | Panama - Canada | 0-0   | Qualifications pour la Coupe du monde 2002 (2e tour)    |
| 4  | 9 octobre 2000    | Winnipeg    | Canada - Panama | 1-0   | Qualifications pour la Coupe du monde 2002 (2e tour)    |
| 5  | 4 juin 2008       | Sunrise     | Panama - Canada | 2-2   | Match amical                                            |
| 6  | 14 juin 2011      | Kansas City | Canada - Panama | 1-1   | Gold Cup 2011 (Groupe C)                                |
| 7  | 7 septembre 2012  | Toronto     | Canada - Panama | 1-0   | Qualifications pour la Coupe du monde 2014 (3e tour)    |
| 8  | 11 septembre 2012 | Panama      | Panama - Canada | 2-0   | Qualifications pour la Coupe du monde 2014 (3e tour)    |
| 9  | 14 juillet 2013   | Denver      | Panama - Canada | 0-0   | Gold Cup 2013 (Groupe A)                                |
| 10 | 18 novembre 2014  | Panama      | Panama - Canada | 0-0   | Match amical                                            |
| 11 | 13 octobre 2021   | Toronto     | Canada - Panama | 4-1   | Qualifications pour la Coupe du monde 2022 (Tour final) |
| 12 | 30 mars 2022      | Panama      | Panama - Canada | 1-0   | Qualifications pour la Coupe du monde 2022 (Tour final) |
| 13 | 15 juin 2023      | Paradise    | Panama - Canada | 0-2   | Ligue des nations 2022-2023 (Demi-finale)               |
| 14 | 15 octobre 2024   | Toronto     | Canada - Panama | 2-1   | Match amical                                            |

#### Bilan
Au 23 juin 2023 :
- Total de matchs disputés : 13
- Victoires du Panama : 2
- Matchs nuls : 6
- Victoires du Canada : 6
- Total de buts marqués par le Panama : 8
- Total de buts marqués par le Canada : 15

### Paraguay

#### Confrontations
Confrontations entre le Canada et le Paraguay en matchs officiels.
| # | Date            | Lieu      | Match             | Score | Compétition  |
| - | --------------- | --------- | ----------------- | ----- | ------------ |
| 1 | 29 janvier 1986 | Vancouver | Canada - Paraguay | 0-0   | Match amical |

#### Bilan
Au 1er août 2018 :
- Total de matchs disputés : 1
- Victoires du Paraguay : 0
- Matchs nuls : 1
- Victoires du Canada : 0
- Total de buts marqués par le Paraguay : 0
- Total de buts marqués par le Canada : 0

### Pays-Bas

#### Confrontations
Confrontations entre le Canada et les Pays-Bas en matchs officiels :
| # | Date         | Lieu      | Match             | Score | Compétition  |
| - | ------------ | --------- | ----------------- | ----- | ------------ |
| 1 | 12 juin 1994 | Toronto   | Canada - Pays-Bas | 0-3   | Match amical |
| 2 | 6 juin 2024  | Rotterdam | Pays-Bas - Canada | 4-0   | Match amical |

#### Bilan
Au 25 juin 2024 :
- Total de matchs disputés : 1
- Victoires du Canada : 0
- Matchs nuls : 0
- Victoires des Pays-Bas : 5
- Total de buts marqués par le Canada : 0
- Total de buts marqués par les Pays-Bas : 7

### Pays de Galles

#### Confrontations
Confrontations entre le Canada et le pays de Galles en matchs officiels.
| # | Date        | Lieu      | Match                   | Score | Compétition  |
| - | ----------- | --------- | ----------------------- | ----- | ------------ |
| 1 | 10 mai 1986 | Toronto   | Canada - Pays de Galles | 2-0   | Match amical |
| 2 | 19 mai 1986 | Vancouver | Canada - Pays de Galles | 0-3   | Match amical |
| 3 | 30 mai 2004 | Wrexham   | Pays de Galles - Canada | 1-0   | Match amical |

#### Bilan
Au 1er août 2018 :
- Total de matchs disputés : 3
- Victoires du Pays de Galles : 2
- Matchs nuls : 0
- Victoires du Canada : 1
- Total de buts marqués par le Pays de Galles : 4
- Total de buts marqués par le Canada : 2

### Pérou

#### Confrontations
Confrontations entre le Canada et le Pérou en matchs officiels.
| # | Date             | Lieu        | Match          | Score | Compétition                  |
| - | ---------------- | ----------- | -------------- | ----- | ---------------------------- |
| 1 | 26 mars 1988     | Lima        | Pérou- Canada  | 1-3   | Match amical                 |
| 2 | 4 septembre 2010 | Toronto     | Canada - Pérou | 0-2   | Match amical                 |
| 3 | 25 juin 2024     | Kansas City | Pérou - Canada | 0-1   | Copa América 2024 (Groupe A) |

#### Bilan
Au 25 juin 2024 :
- Total de matchs disputés : 3
- Victoires du Pérou : 1
- Matchs nuls : 0
- Victoires du Canada : 2
- Total de buts marqués par le Pérou : 3
- Total de buts marqués par le Canada : 4

### Pologne

#### Confrontations
Confrontations entre le Canada et la Pologne en matchs officiels :
| # | Date             | Lieu      | Match            | Score | Compétition  |
| - | ---------------- | --------- | ---------------- | ----- | ------------ |
| 1 | 1er août 1973    | Toronto   | Canada - Pologne | 1-3   | Match amical |
| 2 | 31 octobre 1974  | Varsovie  | Pologne - Canada | 2-0   | Match amical |
| 3 | 6 juillet 1975   | Montréal  | Canada - Pologne | 1-8   | Match amical |
| 4 | 9 juillet 1975   | Toronto   | Canada - Pologne | 1-4   | Match amical |
| 5 | 15 juillet 1988  | Toronto   | Canada - Pologne | 1-2   | Match amical |
| 6 | 18 novembre 2009 | Bydgoszcz | Pologne - Canada | 1-0   | Match amical |

#### Bilan
Au 1er août 2018 :
- Total de matchs disputés : 6
- Victoires de la Pologne : 6
- Matchs nuls : 0
- Victoires du Canada : 0
- Total de buts marqués par la Pologne : 20
- Total de buts marqués par le Canada : 4

### Porto Rico

#### Confrontations
Confrontations entre le Canada et Porto Rico en matchs officiels :
| # | Date             | Lieu    | Match               | Score | Compétition                                          |
| - | ---------------- | ------- | ------------------- | ----- | ---------------------------------------------------- |
| 1 | 6 septembre 2011 | Bayamón | Porto Rico - Canada | 0-3   | Qualifications pour la Coupe du monde 2014 (2e tour) |
| 2 | 11 octobre 2011  | Toronto | Canada - Porto Rico | 0-0   | Qualifications pour la Coupe du monde 2014 (2e tour) |
| 3 | 30 mars 2015     | Bayamón | Porto Rico - Canada | 0-3   | Match amical                                         |

#### Bilan
Au 1er août 2018 :
- Total de matchs disputés : 3
- Victoires du Canada : 2
- Matchs nuls : 1
- Victoires de Porto Rico : 0
- Total de buts marqués par le Canada : 6
- Total de buts marqués par Porto Rico : 0

### Portugal

#### Confrontations
Confrontations entre le Canada et le Portugal en matchs officiels.
| # | Date            | Lieu     | Match             | Score | Compétition  |
| - | --------------- | -------- | ----------------- | ----- | ------------ |
| 1 | 26 janvier 1995 | Toronto  | Canada - Portugal | 1-1   | Match amical |
| 2 | 23 mars 2005    | Barcelos | Portugal - Canada | 4-1   | Match amical |

#### Bilan
Au 23 juin 2023 :
- Total de matchs disputés : 2
- Victoires du Portugal : 1
- Victoires du Canada : 0
- Match nul : 1
- Total de buts marqués par le Canada : 2
- Total de buts marqués par le Portugal : 4

## Q

### Qatar

#### Confrontations
Confrontations entre le Canada et le Qatar en match officiels.
| # | Date              | Lieu   | Match          | Score | Compétition  |
| - | ----------------- | ------ | -------------- | ----- | ------------ |
| 1 | 23 septembre 2022 | Vienne | Canada - Qatar | 2-0   | Match amical |

#### Bilan
Au 23 juin 2023 : 
- Total de matchs disputés : 1
- Victoires du Canada : 1
- Victoires du Qatar : 0
- Matchs nuls : 0
- Total de buts marqués par le Canada : 2
- Total de buts marqués par le Qatar : 0

## R

### Russie et URSS

#### Confrontations
Confrontations entre l'URSS puis la Russie et le Canada en matchs officiels.
| # | Date        | Lieu     | Match         | Score | Compétition                    |
| - | ----------- | -------- | ------------- | ----- | ------------------------------ |
| 1 | 9 juin 1986 | Irapuato | Canada - URSS | 0-2   | Coupe du monde 1986 (Groupe C) |

#### Bilan
Au 23 juin 2023 :
- Total de matchs disputés : 1
- Victoires de la Russie : 1
- Victoires du Canada : 0
- Matchs nuls : 0
- Total de buts marqués par le Canada : 0
- Total de buts marqués par la Russie : 2

## S

### Saint-Christophe-et-Niévès

#### Confrontations
Confrontations entre le Canada et Saint-Christophe-et-Niévès en matchs officiels :
| # | Date             | Lieu       | Match                               | Score | Compétition                                          |
| - | ---------------- | ---------- | ----------------------------------- | ----- | ---------------------------------------------------- |
| 1 | 11 novembre 2011 | Basseterre | Saint-Christophe-et-Niévès - Canada | 0-0   | Qualifications pour la Coupe du monde 2014 (2e tour) |
| 2 | 15 novembre 2011 | Toronto    | Canada - Saint-Christophe-et-Niévès | 4-0   | Qualifications pour la Coupe du monde 2014 (2e tour) |
| 3 | 18 novembre 2018 | Basseterre | Saint-Christophe-et-Niévès - Canada | 0-1   | Qualifications pour la Gold Cup 2019                 |

#### Bilan
Au 30 novembre 2018 :
- Total de matchs disputés : 3
- Victoires du Canada : 2
- Matchs nuls : 1
- Victoires de Saint-Christophe-et-Niévès : 0
- Total de buts marqués par le Canada : 5
- Total de buts marqués par Saint-Christophe-et-Niévès : 0

### Sainte-Lucie

#### Confrontations
Confrontations entre le Canada et Sainte-Lucie en matchs officiels :
| # | Date             | Lieu       | Match                 | Score | Compétition                                          |
| - | ---------------- | ---------- | --------------------- | ----- | ---------------------------------------------------- |
| 1 | 2 septembre 2011 | Toronto    | Canada - Sainte-Lucie | 4-1   | Qualifications pour la Coupe du monde 2014 (2e tour) |
| 2 | 7 octobre 2011   | Gros Islet | Sainte-Lucie - Canada | 0-7   | Qualifications pour la Coupe du monde 2014 (2e tour) |

#### Bilan
Au 1er août 2018 :
- Total de matchs disputés : 2
- Victoires du Canada : 2
- Matchs nuls : 0
- Victoires de Sainte-Lucie : 0
- Total de buts marqués par le Canada : 11
- Total de buts marqués par Sainte-Lucie : 1

### Saint-Vincent-et-les-Grenadines

#### Confrontations
Confrontations entre le Canada et Saint-Vincent-et-les-Grenadines en matchs officiels, :
| # | Date         | Lieu      | Match                                    | Score | Compétition                                          |
| - | ------------ | --------- | ---------------------------------------- | ----- | ---------------------------------------------------- |
| 1 | 15 juin 2008 | Kingstown | Saint-Vincent-et-les-Grenadines - Canada | 0-3   | Qualifications pour la Coupe du monde 2010 (2e tour) |
| 2 | 20 juin 2008 | Montréal  | Canada - Saint-Vincent-et-les-Grenadines | 4-1   | Qualifications pour la Coupe du monde 2010 (2e tour) |

#### Bilan
Au 1er août 2018 :
- Total de matchs disputés : 2
- Victoires du Canada : 2
- Matchs nuls : 0
- Victoires de Saint-Vincent-et-les-Grenadines : 0
- Total de buts marqués par le Canada : 7
- Total de buts marqués par Saint-Vincent-et-les-Grenadines : 1

### Salvador

#### Confrontations
Confrontations en matchs officiels entre le Salvador et le Canada :
| #  | Date              | Lieu         | Match             | Score | Compétition                                             |
| -- | ----------------- | ------------ | ----------------- | ----- | ------------------------------------------------------- |
| 1  | 8 octobre 1977    | Monterrey    | Salvador - Canada | 1-0   | Championnat de la CONCACAF 1977 (Tour final)            |
| 2  | 2 novembre 1981   | Tegucigalpa  | Canada - Salvador | 1-0   | Championnat de la CONCACAF 1981 (Tour final)            |
| 3  | 30 septembre 1987 | San Salvador | Salvador - Canada | 2-1   | Match amical                                            |
| 4  | 25 octobre 1992   | San Salvador | Salvador - Canada | 1-1   | Qualifications pour la Coupe du monde 1994 (2e tour)    |
| 5  | 8 novembre 1992   | Vancouver    | Canada - Salvador | 2-3   | Qualifications pour la Coupe du monde 1994 (2e tour)    |
| 6  | 11 avril 1993     | Vancouver    | Canada - Salvador | 2-0   | Qualifications pour la Coupe du monde 1994 (Tour final) |
| 7  | 2 mai 1993        | San Salvador | Salvador - Canada | 1-2   | Qualifications pour la Coupe du monde 1994 (Tour final) |
| 8  | 3 novembre 1996   | Burnaby      | Canada - Salvador | 1-0   | Qualifications pour la Coupe du monde 1998 (2e tour)    |
| 9  | 15 décembre 1996  | San Salvador | Salvador - Canada | 0-2   | Qualifications pour la Coupe du monde 1998 (2e tour)    |
| 10 | 6 avril 1997      | Burnaby      | Canada - Salvador | 0-0   | Qualifications pour la Coupe du monde 1998 (Tour final) |
| 11 | 14 septembre 1997 | San Salvador | Salvador - Canada | 4-1   | Qualifications pour la Coupe du monde 1998 (Tour final) |
| 12 | 8 octobre 1999    | Los Angeles  | Canada - Salvador | 2-1   | Gold Cup 2000 (Tour préliminaire)                       |
| 13 | 7 juillet 2009    | Columbus     | Salvador - Canada | 0-1   | Gold Cup 2009 (Groupe A)                                |
| 14 | 8 juillet 2015    | Carson       | Salvador - Canada | 0-0   | Gold Cup 2015 (Groupe B)                                |
| 15 | 17 novembre 2015  | San Salvador | Salvador - Canada | 0-0   | Qualifications pour la Coupe du monde 2018 (4e tour)    |
| 16 | 6 septembre 2016  | Vancouver    | Canada - Salvador | 3-1   | Qualifications pour la Coupe du monde 2018 (4e tour)    |
| 17 | 8 octobre 2017    | Houston      | Salvador - Canada | 1-0   | Match amical                                            |
| 18 | 8 septembre 2021  | Toronto      | Canada - Salvador | 3-0   | Qualifications pour la Coupe du monde 2022 (Tour final) |
| 19 | 2 février 2022    | San Salvador | Salvador - Canada | 0-2   | Qualifications pour la Coupe du monde 2022 (Tour final) |

#### Bilan
Au 10 septembre 2022 :
- Total de matchs disputés : 19
- Victoires du Salvador: 5
- Matchs nuls : 4
- Victoires du Canada : 13
- Total de buts marqués par le Salvador : 16
- Total de buts marqués par le Canada : 25

### Singapour

#### Confrontations
Confrontations entre le Canada et Singapour en matchs officiels :
| # | Date             | Lieu      | Match              | Score | Compétition  |
| - | ---------------- | --------- | ------------------ | ----- | ------------ |
| 1 | 24 août 1986     | Singapour | Singapour - Canada | 0-1   | Match amical |
| 2 | 6 septembre 1986 | Singapour | Singapour - Canada | 0-1   | Match amical |

#### Bilan
Au 1er août 2018 :
- Total de matchs disputés : 2
- Victoires du Canada : 2
- Matchs nuls : 0
- Victoires de Singapour : 0
- Total de buts marqués par le Canada : 2
- Total de buts marqués par Singapour : 0

### Slovénie

#### Confrontations
Confrontations entre le Canada et la Slovénie en matchs officiels :
| # | Date             | Lieu  | Match             | Score | Compétition  |
| - | ---------------- | ----- | ----------------- | ----- | ------------ |
| 1 | 19 novembre 2013 | Celje | Slovénie - Canada | 1-0   | Match amical |

#### Bilan
Au 1er août 2018 :
- Total de matchs disputés : 1
- Victoires de la Slovénie : 1
- Matchs nuls : 0
- Victoires du Canada : 0
- Total de buts marqués par la Slovénie : 1
- Total de buts marqués par le Canada : 0

### Suisse

#### Confrontations
Confrontations entre le Canada et la Suisse en matchs officiels :
| # | Date        | Lieu       | Match           | Score | Compétition  |
| - | ----------- | ---------- | --------------- | ----- | ------------ |
| 1 | 15 mai 2002 | Saint-Gall | Suisse - Canada | 1-3   | Match amical |

#### Bilan
- Total de matchs disputés : 1
- Victoires de la Suisse : 0
- Victoires du Canada : 1
- Match nul : 0
- Total de buts marqués par le Canada : 3
- Total de buts marqués par la Suisse : 1

### Suriname

#### Confrontations
Confrontations en matchs officiels entre le Suriname et le Canada :
| # | Date             | Lieu       | Match             | Score | Compétition                                             |
| - | ---------------- | ---------- | ----------------- | ----- | ------------------------------------------------------- |
| 1 | 12 octobre 1977  | Mexico     | Canada - Suriname | 2-1   | Championnat de la CONCACAF 1977 (Tour final)            |
| 2 | 8 juin 2021      | Bridgeview | Canada - Suriname | 4-0   | Qualifications pour la Coupe du monde 2022 (Tour final) |
| 3 | 15 novembre 2024 | Paramaribo | Suriname - Canada | 0-1   | Ligue des nations 2024-2025 (Quarts de finale)          |
| 4 | 19 novembre 2024 | Toronto    | Canada - Suriname | 3-0   | Ligue des nations 2024-2025 (Quarts de finale)          |

#### Bilan
Au 19 novembre 2024 :
- Total de matchs disputés : 4
- Victoires du Suriname: 0
- Matchs nuls : 0
- Victoires du Canada : 4
- Total de buts marqués par le Suriname : 1
- Total de buts marqués par le Canada : 10

## T

### Tchéquie et Tchécoslovaquie

#### Confrontations
Confrontations entre la Tchéquie et le Canada en matchs officiels.
| # | Date             | Lieu    | Match             | Score | Compétition  |
| - | ---------------- | ------- | ----------------- | ----- | ------------ |
| 1 | 15 novembre 2003 | Teplice | Tchéquie - Canada | 5-1   | Match amical |
| 2 | 15 novembre 2013 | Olomouc | Tchéquie - Canada | 2-0   | Match amical |

#### Bilan
Au 23 juin 2023 :
- Total de matchs disputés : 2
- Victoires du Canada : 0
- Matchs nuls : 0
- Victoires de la Tchéquie : 2
- Total de buts marqués par le Canada : 1
- Total de buts marqués par la Tchéquie : 7

### Trinité-et-Tobago

#### Confrontations
Confrontations entre Trinité-et-Tobago et le Canada en matchs officiels :
| #  | Date              | Lieu            | Match                      | Score | Compétition                                          |
| -- | ----------------- | --------------- | -------------------------- | ----- | ---------------------------------------------------- |
| 1  | 11 septembre 1977 | Port-d'Espagne  | Trinité-et-Tobago - Canada | 1-1   | Match amical                                         |
| 2  | 12 octobre 1981   | Port-d'Espagne  | Trinité-et-Tobago - Canada | 2-4   | Match amical                                         |
| 3  | 10 mars 1985      | Port-d'Espagne  | Trinité-et-Tobago - Canada | 1-2   | Match amical                                         |
| 4  | 2 octobre 1988    | Port-d'Espagne  | Trinité-et-Tobago - Canada | 1-2   | Match amical                                         |
| 5  | 3 août 1995       | Toronto         | Canada - Trinité-et-Tobago | 3-1   | Match amical                                         |
| 6  | 8 janvier 2000    | Port-d'Espagne  | Trinité-et-Tobago - Canada | 0-0   | Match amical                                         |
| 7  | 24 février 2000   | Los Angeles     | Trinité-et-Tobago - Canada | 0-1   | Gold Cup 2000 (Demi-finale)                          |
| 8  | 27 mai 2000       | Toronto         | Canada - Trinité-et-Tobago | 1-0   | Match amical                                         |
| 9  | 16 juillet 2000   | Edmonton        | Canada - Trinité-et-Tobago | 0-2   | Qualifications pour la Coupe du monde 2002 (2e tour) |
| 10 | 3 septembre 2000  | Port-d'Espagne  | Trinité-et-Tobago - Canada | 4-0   | Qualifications pour la Coupe du monde 2002 (2e tour) |
| 11 | 15 août 2012      | Fort Lauderdale | Canada - Trinité-et-Tobago | 2-0   | Match amical                                         |
| 12 | 10 juin 2019      | Los Angeles     | Trinité-et-Tobago - Canada | 0-2   | Match amical                                         |
| 13 | 23 mars 2024      | Frisco          | Canada - Trinité-et-Tobago | 2-0   | Barrages pour la Copa América 2024                   |

#### Bilan
Au 29 mars 2024 :
- Total de matchs disputés : 13
- Victoires de Trinité-et-Tobago : 2
- Matchs nuls : 2
- Victoires du Canada : 10
- Total de buts marqués par Trinité-et-Tobago : 12
- Total de buts marqués par le Canada : 20

### Tunisie

#### Confrontations
Confrontations entre la Tunisie et le Canada en matchs officiels.
| # | Date            | Lieu  | Match            | Score | Compétition  |
| - | --------------- | ----- | ---------------- | ----- | ------------ |
| 1 | 21 octobre 1984 | Radès | Tunisie - Canada | 2-0   | Match amical |

#### Bilan
Au 23 juin 2023 :
- Total de matchs disputés : 1
- Victoires de la Tunisie : 1
- Victoires du Canada : 0
- Match nul : 0
- Total de buts marqués par la Tunisie : 2
- Total de buts marqués par le Canada : 0

### Turquie

#### Confrontations
Confrontations entre le Canada et la Turquie en matchs officiels :
| # | Date        | Lieu     | Match            | Score | Compétition  |
| - | ----------- | -------- | ---------------- | ----- | ------------ |
| 1 | 4 juin 1995 | Toronto  | Canada - Turquie | 1-3   | Match amical |
| 2 | 7 juin 1995 | Montréal | Canada - Turquie | 0-3   | Match amical |

#### Bilan
Au 1er août 2018 :
- Total de matchs disputés : 2
- Victoires de la Turquie : 2
- Matchs nuls : 0
- Victoires du Canada : 0
- Total de buts marqués par la Turquie : 6
- Total de buts marqués par le Canada : 1

## U

### Ukraine

#### Confrontations
Confrontations entre le Canada et l'Ukraine en matchs officiels :
| # | Date           | Lieu | Match            | Score | Compétition  |
| - | -------------- | ---- | ---------------- | ----- | ------------ |
| 1 | 8 octobre 2010 | Kiev | Ukraine - Canada | 2-2   | Match amical |

#### Bilan
Au 1er août 2018 :
- Total de matchs disputés : 1
- Victoires de l'Ukraine : 0
- Matchs nuls : 1
- Victoires du Canada : 0
- Total de buts marqués par l'Ukraine : 2
- Total de buts marqués par le Canada : 2

### Uruguay

#### Confrontations
Confrontations entre le Canada et l'Uruguay en matchs officiels.
| # | Date              | Lieu       | Match            | Score         | Compétition                         |
| - | ----------------- | ---------- | ---------------- | ------------- | ----------------------------------- |
| 1 | 2 février 1986    | Miami      | Canada - Uruguay | 1-3           | Match amical                        |
| 2 | 27 septembre 2022 | Bratislava | Uruguay - Canada | 2-0           | Match amical                        |
| 3 | 13 juillet 2024   | Charlotte  | Canada - Uruguay | 2-2 (3-4) tab | Copa América 2024 (Troisième Place) |

#### Bilan
- Total de matchs disputés : 3
- Victoires de l'Uruguay : 2
- Victoires du Canada : 0
- Matchs nuls : 1
- Total de buts marqués par l'Uruguay : 7
- Total de buts marqués par le Canada : 3

## V

### Venezuela

#### Confrontations
Confrontations en matchs officiels entre le Venezuela et le Canada :
| # | Date           | Lieu      | Match              | Score         | Compétition                          |
| - | -------------- | --------- | ------------------ | ------------- | ------------------------------------ |
| 1 | 1er juin 2007  | Maracaibo | Venezuela - Canada | 2-2           | Match amical                         |
| 2 | 29 mai 2010    | Mérida    | Venezuela - Canada | 1-1           | Match amical                         |
| 3 | 5 juillet 2024 | Arlington | Venezuela - Canada | 0-0 (3-4) tab | Copa América 2024 (Quarts de finale) |

#### Bilan
- Total de matchs disputés : 3
- Victoires du Venezuela: 0
- Matchs nuls : 3
- Victoires du Canada : 0
- Total de buts marqués par le Venezuela : 4
- Total de buts marqués par le Canada : 4